# Empire parthe
Ne doit pas être confondu avec Parthe.
247 av. J.-C. – 224 apr. J.-C.
Entités précédentes :
- Empire séleucide

Entités suivantes :
- Empire sassanide

L'Empire parthe (247 av. J.-C.–224 apr. J.-C.), également appelé Empire arsacide (en persan moderne : شاهنشاهی اشکانی / šâhanšâhi-ye aškâni), est une importante puissance politique et culturelle iranienne dans la Perse antique.
Arsace Ier, chef des Parni, une tribu scythe d'Asie centrale, fonde l'Empire parthe au milieu du IIIe siècle av. J.-C., lorsqu'il conquiert la Parthie dans le nord-est de l'Iran, une satrapie (province) alors en rébellion contre l'Empire séleucide.
Mithridate Ier (171–138 av. J.-C.) agrandit l'Empire en prenant la Médie et la Mésopotamie aux Séleucides. À son apogée, l'Empire parthe s'étend des sources de l'Euphrate, dans ce qui est aujourd'hui le Sud-Est de la Turquie, jusqu'à l'Est de l'Iran. L'Empire, situé sur la route de la soie reliant l'Empire romain, dans le bassin méditerranéen, à l'Empire han, en Chine, devient un carrefour culturel et commercial.
Les Parthes adoptent largement les pratiques artistiques, architecturales et religieuses, ainsi que les insignes royaux, de leur empire hétérogène qui regroupe les cultures perse, grecque, arménienne et d'autres cultures locales. Durant la première moitié de son existence, la cour arsacide adopte des éléments de la culture grecque, mais cela n'empêche pas un renouveau graduel des traditions iraniennes.
Les souverains arsacides sont appelés ΒΑΣΙΛΕΩΣ ΜΕΓΑΛΟΥ (« fils du grand roi » en grec, comme le révèle la numismatique) et sur certaines inscriptions « roi des rois » et affirment être les descendants des Achéménides ; ainsi, ils acceptent la vassalité de nombreux rois locaux, là où les Achéménides avaient nommé de façon centralisée des satrapes qui disposaient néanmoins d'une large autonomie.
La cour nomme quelques satrapes, la plupart hors d'Iran, mais ces satrapies sont plus petites et moins puissantes que les potentats achéménides. Avec l'expansion du pouvoir des Arsacides, le centre du gouvernement se déplace de Nisa vers Ctésiphon le long du Tigre (au sud de l'actuel Bagdad en Irak), même si plusieurs autres sites servent de capitale.
Les premiers ennemis des Parthes sont les Séleucides à l'ouest et les Scythes à l'est. Cependant, au fur et à mesure de son expansion, la Parthie entre en conflit avec le royaume d'Arménie puis avec la République romaine. Les Romains menés par Crassus sont écrasés à Carrhes en 53 av. J.-C. et en 40-39 av. J.-C., les Parthes s'emparent de tout le Levant à l'exception de Tyr. Cependant, Marc Antoine mène une contre-attaque, et plusieurs empereurs romains envahissent la Mésopotamie durant les guerres perso-romaines. Les Romains s'emparent des villes de Séleucie et de Ctésiphon à plusieurs reprises lors de ces conflits, mais se montrent incapables de s'y maintenir durablement.
Les fréquentes guerres civiles entre les prétendants au trône parthe se révèlent plus dangereuses que les invasions ennemies et la puissance parthe s'évanouit lorsque Ardachîr Ier, souverain d'Istakhr dans la région de Fars, se révolte contre les Arsacides et tue leur dernier roi, Artaban IV, en 224 apr. J.-C. Ardachîr fonde l'Empire sassanide, qui domine l'Iran et la plus grande partie du Proche-Orient jusqu'aux conquêtes musulmanes du VIIe siècle. La dynastie arsacide parvient à se maintenir en Arménie jusqu'en 428.
Les sources parthes, rédigées en parthe, en grec et en d'autres langues, sont rares par rapport à celles des Sassanides et même par rapport aux documents achéménides. En plus des tablettes cunéiformes, des fragments d'ostraca, des sculptures, des pièces de monnaie et de quelques parchemins, l'essentiel de nos connaissances sur l'histoire parthe provient de sources externes. Celles-ci sont principalement grecques et romaines, mais également chinoises, du fait des échanges commerciaux entre les deux régions du monde.

## Sources internes et externes
Des documents écrits locaux et étrangers, de même que des œuvres d'art, ont été utilisés pour reconstruire l'histoire parthe. La cour parthe maintient des documents historiques, mais les Parthes n'ont aucune étude formelle de l'histoire ; le plus ancien ouvrage sur l'histoire de l'Iran, le Khwaday-Namag, n'est pas compilé avant le règne du dernier roi sassanide Yazdgard III (632–651 apr. J.-C.).
Les sources locales sur l'histoire parthe sont assez rares et il s'agit de la période de l'histoire iranienne avec le moins d'informations disponibles. La plupart des documents écrits contemporains sur la Parthie sont écrits en grec, en parthe et en araméen. La langue parthe est rédigée dans une écriture distincte dérivée de l'alphabet araméen des Achéménides, puis en écriture pehlevi.
Les sources locales les plus utiles pour reconstituer une chronologie précise des rois arsacides sont les pièces métalliques frappées par chaque dirigeant,,. Les tablettes astronomiques cunéiformes et les colophons découverts en Babylonie sont également utiles. Les sources écrites incluent également des reliefs, des parchemins, des papyrus et des ostracons de poterie. Par exemple, dans la première capitale parthe de Mithradatkert/Nisa au Turkménistan, d'importantes caches d'ostracons de poterie recensant des informations sur la vente et le stockage de produits comme le vin sont découvertes au fil des campagnes de fouilles,,. De plus, les parchemins découverts dans différents sites dont Dura-Europos fournissent d'importantes informations sur l'administration parthe comme la taxation, les titres militaires et l'organisation provinciale,.

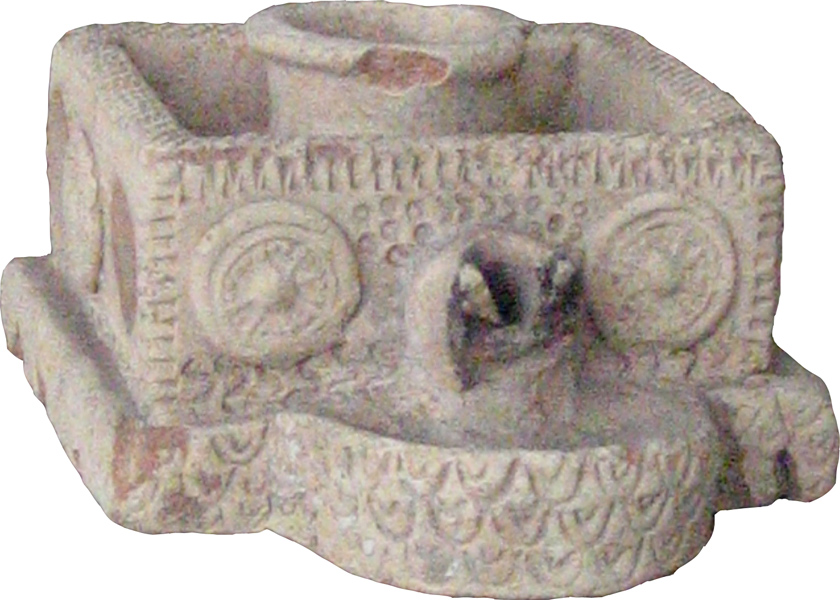
Lampe à huile parthe en céramique découverte dans le Khuzestan en Iran et exposée au musée national d'Iran.

Les documents grecs et romains qui représentent la majorité des sources couvrant l'histoire parthe sont à considérer avec prudence car ils sont souvent rédigés selon le point de vue d'adversaires ou de rivaux,. Ces sources concernent généralement les importants événements militaires et politiques et ignorent souvent les aspects culturels et sociaux de l'histoire parthe,. Les Romains représentent habituellement les Parthes comme de valeureux guerriers mais également comme un peuple culturellement raffiné ; les recettes de cuisine parthes rédigées dans le livre attribué à Apicius démontrent leur admiration de la cuisine parthe,. Les écrits d'Apollodore et d'Arrien se concentrant sur la Parthie sont perdus mais des extraits existent dans d'autres documents. Isidore de Charax, contemporain d'Auguste, fournit un rapport des territoires parthes, peut-être issu d'une étude de l'administration parthe. Sur une moindre échelle, des personnes et des évènements de l'histoire parthe apparaissent dans les écrits de Justin, Strabon, Diodore de Sicile, Plutarque, Dion Cassius, Appien, Flavius Josèphe, Pline l'Ancien et Hérodien.
L'histoire parthe peut également être reconstruite via les documents chinois. À la différence des documents grecs et romains, les premières chroniques chinoises maintiennent un point de vue plus neutre, même si l'habitude des chroniqueurs chinois de copier d'anciens documents rend difficile l'établissement d'un ordre chronologique des événements. Le nom chinois de la Parthie, Ānxī (zh) (chinois : 安息), est peut-être issu du nom grec de la ville parthe d'Antioche de Margiane (grec : Αντιόχεια της Μαργιανήs). Cependant cela pourrait également être la translittération d'« Arsace » d'après le fondateur de la dynastie éponyme. Parmi les documents historiques, on peut citer le Shiji (Mémoires du Grand Historien) de Sima Qian, le Hanshu (Livre des Han) de Ban Biao, Ban Gu et Ban Zhao et le Hou Hanshu (Livre des Han postérieurs) de Fan Ye. Ils fournissent des informations sur les migrations nomades menant aux premières invasion de la Parthie par les Sakas et des données politiques et géographiques. Par exemple, le Shiji (ch. 123) rapporte les échanges diplomatiques, les produits exotiques offerts par Mithridate II à la cour han, les produits agricoles cultivés en Parthie, la production de vin avec du raisin, les marchands itinérants ainsi que la taille et l'emplacement des territoires parthes,. Le Shiji mentionne également que les Parthes compilent leurs informations en « écrivant horizontalement sur des bandes de cuir », c'est-à-dire du parchemin,.

## Histoire

### Origines et fondation

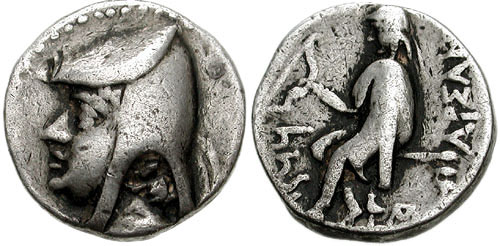
Drachme en argent à l'effigie d'Arsace Ier (247 – 211 av. J.-C.) portant son nom écrit en grec (ΑΡΣΑΚΟΥ).

Avant qu'Arsace Ier ne fonde la dynastie arsacide, il n'est que le chef des Parni, ancienne tribu nomade d'Asie centrale existant au sein de la confédération Dahae,,, vivant approximativement entre la mer Caspienne et la mer d'Aral. Les Parni, tribu indo-européenne, font partie des peuples scythes installés alors sur une grande part de l'Eurasie centrale, parlant vraisemblablement une langue iranienne de l'Est, différente des langues iraniennes de l'ouest parlées à l'époque en Parthie,. La Parthie quant à elle est une province du Nord-Est de l'Empire achéménide puis de l'Empire séleucide,. Après avoir conquis la région, les Parni adoptent le parthe en tant que langue officielle à la cour. Celui-ci coexiste avec le moyen-perse, l'araméen, le grec ancien, l'akkadien, le sogdien et les autres langues locales de cet empire multilingue,.
La question de savoir pourquoi la cour arsacide choisit rétrospectivement 247 av. J.-C. comme la première année de la période arsacide reste incertaine. L'historien A. D. H. Bivar conclut que c'était cette année-là que les Séleucides perdirent le contrôle de la Parthie après qu'Andragoras, le satrape nommé se fut rebellé contre eux. Ainsi, Arsace Ier « postdata son année de règne » au moment où la Parthie cessa d'être sous la domination des Séleucides. Cependant, Vesta Sarkhosh Curtis avance qu'il s'agissait simplement de l'année où Arsace Ier fut désigné chef de la tribu Parni. Homa Katouzian et Gene Ralph Garthwaite avancent que c'est l'année où Arsace conquit la Parthie et expulsa les autorités séleucides mais Curtis et Maria Brosius rappellent qu'Andragoras ne fut pas renversé par les Arsacides avant 238 av. J.-C.
On ne sait pas exactement qui succède immédiatement à Arsace Ier. Bivar et Katouzian affirment qu'il s'agit de son frère Tiridate Ier, auquel son fils Arsace II succéda en 211. Cependant Curtis et Brosius avancent qu'Arsace II est le successeur immédiat d'Arsace Ier, Curtis prétend que la succession a eu lieu en 211 tandis que Brosius évoque 217. Selon Bivar, 138, la dernière année de règne de Mithridate Ier, est « la première date de règne précisément établie de l'histoire parthe ». Du fait de cela et d'autres divergences, Bivar souligne qu'il existe deux chronologies royales distinctes acceptées par les historiens. Par la suite, certains rois parthes revendiquent une descendance achéménide. Cette affirmation a récemment été renforcée par des preuves numismatiques et d'autres preuves écrites suggérant que les rois achéménides et parthes souffrent d'une neurofibromatose héréditaire.

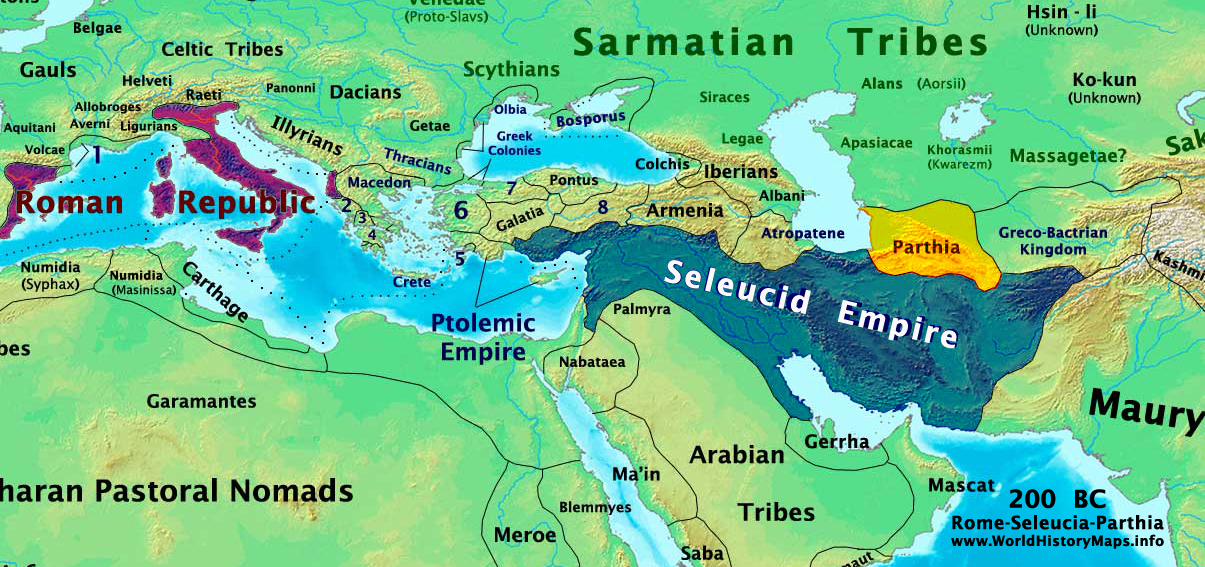
Carte montrant la situation vers 200 av. J.-C. avec la Parthie (jaune), l'Empire séleucide (bleu) et la République romaine (violet).

Dans un premier temps, Arsace consolide sa position en Parthie et en Hyrcanie en profitant de l'invasion de l'Empire séleucide à l'ouest par Ptolémée III (246-222) d'Égypte. Ce conflit avec Ptolémée, la Troisième Guerre de Syrie (246-241), permet également à Diodote Ier de rompre les liens avec les Séleucides et de former le Royaume gréco-bactrien en Asie centrale. Son successeur, Diodote II, s'allie avec Arsace Ier contre les Séleucides mais Arsace est temporairement repoussé par les forces de Séleucos II (246-225). Après avoir passé quelque temps en exil chez les nomades Scythes de la mer d'Aral, Arsace Ier lance une contre-attaque et reconquiert la Parthie. Le successeur de Séleucos II, Antiochos III (222-187 av. J.-C.), se montre incapable de riposter immédiatement car ses forces sont engagées dans la répression du soulèvement de Molon en Médie.
Antiochos III lance une importante campagne pour reprendre la Parthie et la Bactriane en 210 ou 209 Il n'y parvient pas mais négocie un accord de paix avec Arsace II. Ce dernier reçoit le titre de roi (en grec ancien : βασιλεύς : basileus) en retour de sa soumission à Antiochos III,,. Les Séleucides sont incapables d'intervenir de manière plus importante dans les affaires parthes du fait de la pression grandissante de la République romaine et de leur défaite à Magnésie en 190. Phriapetius (191–176) succède à Arsace II et Phraatès Ier (176-171) accède finalement au trône. Phraatès Ier domine la Parthie sans interférence séleucide supplémentaire,.

### Expansion et consolidation

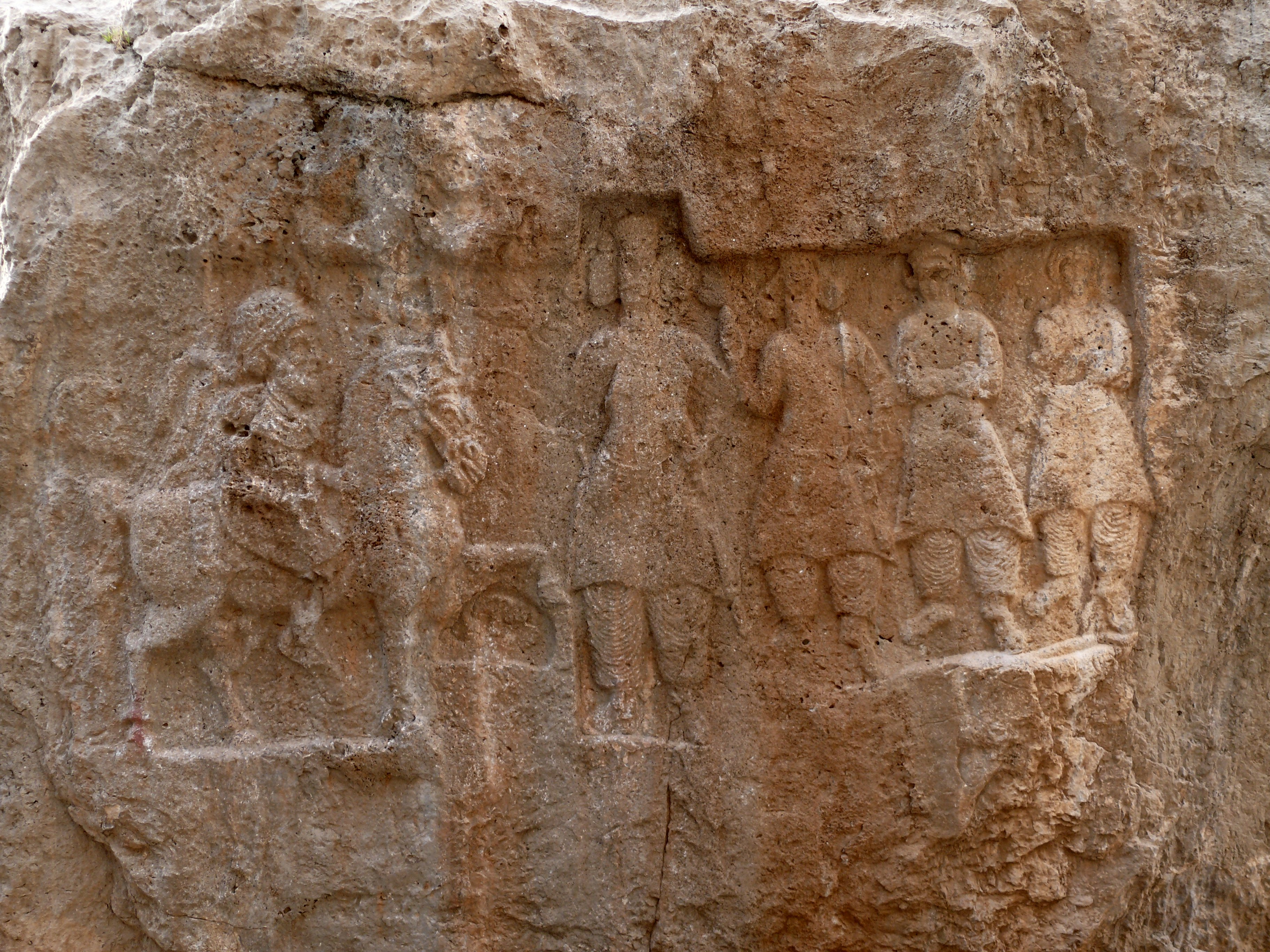
Bas-relief montrant Mithridate Ier (171-138 av. J.-C.) sur son cheval à Xong-e Ashdar, ville d'Izeh dans la province actuelle du Khouzestan en Iran.

Phraatès Ier étend le domaine parthe dans le nord-ouest de l'actuel Iran. Pourtant, la plus grande expansion territoriale parthe eut lieu sous le règne de son frère et successeur, Mithridate Ier (171-138 av. J.-C.), que l'historien Katouzian compare à Cyrus le Grand (559–529), fondateur de l'Empire achéménide.
Les relations entre la Parthie et le Royaume gréco-bactrien se détériorent après la mort de Diodote II, lorsque les forces de Mithridate Ier prennent le contrôle de deux éparchies de ce dernier alors gouvernées par Eucratide Ier (170-145),. Tournant son attention vers le royaume séleucide, Mithridate envahit la Médie et occupe Ecbatane en 148 ou 147 ; la région avait été déstabilisée par la récente répression par les Séleucides d'un soulèvement mené par Timarchus,,. Cette victoire entraîne la conquête de Babylone en Mésopotamie et Mithridate fait alors frapper des pièces à Séleucie en 141,,, Alors que Mithridate s'est retiré en Hyrcanie, ses forces s'emparent des royaumes d'Élymaïde et de Characène ; dans la prolongation de ces conquête, ses troupes occupent Suse. À ce moment, la domination parthe s'étend à l'est jusqu'à l'Indus,.
Hécatompyle s'affirme comme la première capitale parthe, mais Mithridate établit des résidences royales à Séleucie, Ecbatane, Ctésiphon et dans la ville récemment fondée de Mithradatkert (Nisa), lieu de sépulture des rois arsacides. Ecbatane devient la principale résidence d'été de la monarchie parthe,. Ctésiphon ne semble pas être devenue la capitale officielle avant le règne de Gotarzès Ier (90-80),. Elle devient le lieu de la cérémonie de couronnement et la ville représentative des Arsacides selon l'historien Brosius.
Les Séleucides se montrent incapables de riposter immédiatement en raison de la rébellion de Diodote Tryphon en 142 Cependant, en 140 Démétrios II Nicator lance une contre-offensive contre les Parthes en Mésopotamie. Malgré des succès initiaux, les Séleucides sont battus, Démétrios capturé par les forces parthes et emmené en Hyrcanie. Mithridate Ier traite son prisonnier avec beaucoup d'égard, mariant même sa fille Rhodogune avec le souverain prisonnier,.

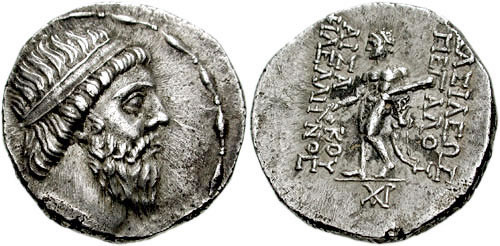
Tétradrachme montrant Mithridate Ier avec une barbe et un diadème royal et toujours l'inscription grecque en revers : ΒΑΣΙΛΕΩΣ ΜΕΓΑΛΟΥ (du grand roi).

Antiochos VII (138–129), un des frères de Démétrios, monte sur le trône et épouse la femme de ce dernier, Cléopâtre Théa. Après avoir éliminé Diodote Tryphon, Antiochos lance une campagne en 130 pour reprendre la Mésopotamie alors possession de Phraatès II de Parthie (138–128). Le général parthe est défait le long du Grand Zab à la suite d'un soulèvement local au cours duquel le gouverneur de Babylone est tué. Antiochos conquiert la Babylonie et occupe Suse où il bat monnaie,. Après avoir avancé en Médie, les Parthes demandent la paix, ce qu'Antiochos refuse, à moins que les Arsacides ne rendent toutes leurs terres à l'exception de la Parthie, ne payent un important tribut et que Démétrios ne soit pas libéré. Phraatès II relâche Démétrios et l'envoie en Syrie, mais refuse les autres demandes,,. Au printemps 129, les Mèdes se révoltent ouverte contre Antiochos dont l'armée a épuisé les ressources du territoire durant l'hiver. Alors qu'Antiochos tente de réprimer le soulèvement, les cavaliers parthes attaquent la région et le tuent au combat. Son corps est renvoyé en Syrie dans un cercueil d'argent. Son fils Séleucos est fait prince parthe et l'une de ses filles rejoignit le gynécée de Phraatès II,,,.

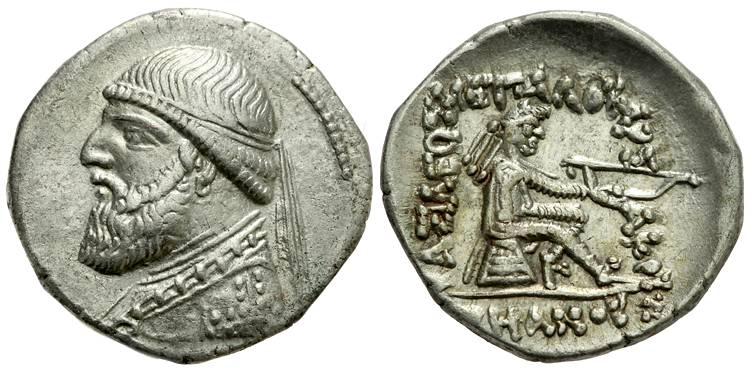
Drachme de Mithridate II de Parthie (124–90 av. J.-C.).

Alors que les Parthes reprennent les territoires perdus à l'ouest, une autre menace apparaît à l'est. Vers 177–176, la confédération nomade des Xiongnu chasse les nomades yuezhis de leurs terres dans l'actuelle province du Gansu dans le Nord-Ouest de la Chine ; les Yuezhis migrent alors loin vers l'ouest en Bactriane et forcent les tribus sakas (scythes) vers les frontières nord-orientales de la Parthie,,. Mithridate est alors obligé de se retirer en Hyrcanie après sa conquête de la Mésopotamie.
Certains Scythes (Sakas) rejoignent les forces de Phraatès contre Antiochos. Cependant ils arrivent trop tard pour participer au conflit. Phraatès refusant de les payer, les Sakas se révoltent. Le roi tente d'écraser la mutinerie avec l'aide des anciens soldats séleucides mais ces derniers rejoignent les Sakas,. Phraatès II marche contre cette force combinée mais il fut tué au combat,,,. L'historien romain Justin rapporte que son successeur Artaban Ier (128–124) partage un destin similaire en combattant les nomades à l'est. Il affirme qu'Artaban Ier est tué par les Tokhariens (identifiés comme étant les Yuezhis), bien que Bivar pense que Justin les confondait avec les Sakas. Mithridate II de Parthie (124-90) reprend par la suite les territoires conquis par les Sakas dans le Sistan,.

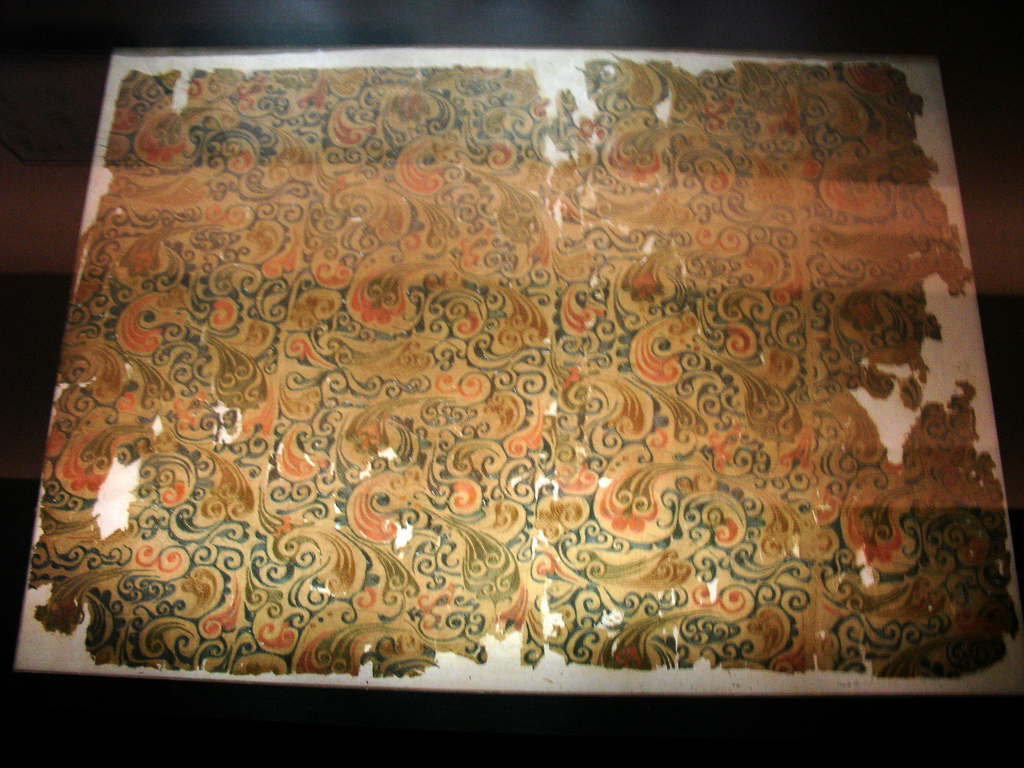
Soierie chinoise du provenant de Mawangdui. La soie chinoise était probablement le produit le plus lucratif échangé par les Parthes le long de la route de la soie.

À la suite du repli séleucide de Mésopotamie, le gouverneur parthe de Babylonie, Himerus, reçoit l'ordre de conquérir le royaume de Characène alors dirigé par Hyspaosines. Cette conquête échoue et Hyspaosines envahit la Babylonie en 127, occupant Séleucie. Néanmoins en 122, Mithridate II chasse Hyspaosines de Babylonie et obtient la vassalité de Characène sous la suzeraineté parthe,,. Mithridate II étend encore la domination parthe vers l'ouest ; mais en occupant Doura Europos en 113, il entre en conflit avec le royaume d'Arménie. Ses armées battent et déposent Artavazde Ier d'Arménie en 97, prenant son fils Tigrane en otage, le futur Tigrane II d'Arménie (95–55),.
Le royaume indo-parthe, situé dans le Pakistan, l'Afghanistan et le Nord de l'Inde modernes, s'allie avec l'Empire parthe au Ier siècle av. J.-C. Bivar avance que ces deux États se considèrent comme des égaux du point de vue politique. Après que le philosophe grec Apollonios de Tyane a visité la cour de Vardanès Ier (40-47 apr. J.-C.) en 42 apr. J.-C., Vardanès lui fournit une escorte pour se rendre en Indo-Parthie. Lorsqu'il arrive à la capitale Taxila, il est traité avec une grande hospitalité.
Poursuivant le voyage diplomatique de Zhang Qian en Asie centrale sous le règne de l'empereur Wudi (141–87), l'Empire han de Chine envoie une délégation à la cour de Mithridate II en 121. L'ambassade han entame des relations commerciales officielles avec la Parthie à travers la route de la soie mais ne parvient pas à établir une alliance militaire contre la confédération xiongnu,,. L'Empire parthe s'enrichit avec les taxes sur les caravanes transportant la soie, le produit de luxe le plus coûteux importé par les Romains,. Les perles sont également importées par les Parthes tandis que les Chinois achètent des épices, des parfums et des fruits. Des animaux exotiques furent également offerts en tant que présents ; en 87 apr. J.-C. Pacorus II envoie des lions et des gazelles perses à l'empereur Zhangdi (75-88 apr. J.-C.). En plus de la soie, les marchands romains achètent aux Parthes du fer d'Inde, des épices et du cuir. Les caravanes voyageant à travers l'Empire parthe transportent des produits d'Asie antérieure, voire de la verrerie romaine, jusqu'en Chine.

### Rome et Arménie
L'Empire kouchan des Yuezhis dans le Nord de l'Inde garantissait largement la sécurité de la frontière orientale de la Parthie. Ainsi, à partir du milieu du Ier siècle av. J.-C., la cour arsacide se concentra sur la sécurisation de la frontière occidentale, principalement contre Rome. Un an après la mise sous tutelle de l'Arménie par Mithridate II, Sylla, le proconsul romain de Cilicie, organisa une rencontre avec le diplomate parthe Orobazus le long de l'Euphrate. Les deux se mirent d'accord pour que le fleuve serve de frontière entre la Parthie et Rome,,.
Malgré cet accord, en 93 ou 92 av. J.-C., la Parthie combat en Syrie contre le chef tribal Laodice et son allié séleucide Antiochos X (95-92 ?), tué dans ces affrontements. Lorsque l'un des derniers monarques séleucides, Démétrios III, tente d'assiéger Beroea (actuel Alep), la Parthie envoie une assistance militaire aux habitants, participant à la défaite de Démétrios.

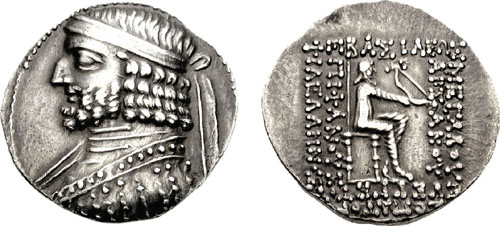
Tétradrachme d'Orodès Ier (90-80 av. J.-C.).

Après la mort de Mithridate II, Gotarzès Ier dirige la Babylonie tandis qu'Orodès Ier (90-80 av. J.-C.) contrôle la Parthie,. Cette division de la monarchie affaiblit la Parthie et permet à Tigrane II d'Arménie de s'emparer des territoires parthes dans l'Ouest de la Mésopotamie. Cette région ne revient pas sous la domination parthe avant le règne de Sanatrocès Ier (78-71). À la suite du déclenchement de la Troisième Guerre de Mithridate, Mithridate VI (119-63), un allié de Tigrane II d'Arménie, demande le soutien de la Parthie contre Rome, refusé par Phraate Ier. Lorsque le commandant romain Lucullus marcha contre la capitale arménienne Tigranakert en 69, Mithridate VI et Tigranes II demandent l'aide de Phraatès III de Parthie (71–58). Ce dernier n'envoie aucune aide et après la chute de Tigranakert, il réaffirme à Lucullus que l'Euphrate constitue la frontière entre la Parthie et Rome,.
Tigrane le jeune, fils de Tigrane II d'Arménie, tente de renverser son père mais après son échec il s'enfuit en Parthie et demanda à Phraatès III de marcher contre la nouvelle capitale arménienne à Artachat. Après l'échec du siège d'Artachat, Tigrane le jeune s'enfuit à nouveau, cette fois vers le commandant romain Pompée. Il lui promet qu'il servirait de guide à travers l'Arménie mais quand Tigrane II se soumet à Rome, Tigrane le jeune est envoyé à Rome en tant qu'otage. Phraatès III demande à Pompée le renvoi de Tigrane le jeune mais cette requête n'est pas satisfaite. En représailles, Phraatès III lance une invasion de la région de Gordyène (Sud-Est de l'Arménie) où, selon deux rapports romains contradictoires, le consul romain Lucius Afranius le repousse par des manœuvres diplomatiques ou militaires.
Phraatès III est assassiné par ses fils Orodès II et Mithridate III de Parthie, après quoi Orodès II se retourne contre Mithridate III, le forçant à s'enfuir de Médie en Syrie romaine,. Aulus Gabinius, le proconsul romain de Syrie, marche en soutien de Mithridate III jusqu'à l'Euphrate mais dut faire demi-tour pour aider Ptolémée XII (80-58 ; 55–51) contre une rébellion en Égypte,. Malgré la perte du soutien romain, Mithridate parvient à reprendre la Babylonie et il fait frapper des pièces à Séleucie jusqu'en 54. Cette année-là, le général d'Orodès II, connu sous le nom de Suréna d'après le nom de famille de son clan, reprend la ville et Mithridate III est exécuté.
Marcus Licinius Crassus, l'un des premiers triumvirs, alors proconsul de Syrie, lance une attaque dans un soutien tardif à Mithridate III,. Alors que son armée avance vers Carrhes (actuel Harran dans le Sud-Est de la Turquie), Orodès II envahit l'Arménie, coupant le soutien d'Artavazde II (53–34), allié de Rome. Orodès II persuade Artavazde II de réaliser une alliance en mariant le prince Pacorus Ier de Parthie à la sœur d'Artavazde II,,,.
Suréna, avec une armée composée entièrement de cavaliers, avance pour intercepter Crassus. Les 1 000 cataphractaires de Suréna équipés de lances et les 9 000 archers montés sont quatre fois moins nombreux que l'armée de Crassus, composée de sept légions romaines et d'auxiliaires dont des cavaliers gaulois et de l'infanterie légère. Grâce à un corps logistique de mille chameaux, les archers montés parthes disposent pour le combat d'un approvisionnement constant de flèches. Ils emploient la tactique du « tir parthe » où les cavaliers feignent une retraite avant de se retourner et de tirer sur leurs poursuivants. Cette tactique, combinée à l'utilisation des puissants arcs composites sur le terrain plat du champ de bataille anéantit l'infanterie romaine,,. Avec 20 000 Romains tués, 10 000 faits prisonniers et 10 000 autres fuyant vers l'ouest, Crassus doit s'enfuir en Arménie,,,. À la tête de son armée, Suréna offre de parlementer avec Crassus. Ce dernier accepte mais est tué par l'un de ses officiers suspectant un piège parthe. Il tente d'empêcher Crassus de s'y rendre,.
La défaite de Crassus à Carrhes constitue l'un des pires désastres militaires de l'histoire romaine. Elle permet à la Parthie de cimenter sa réputation de grande puissance au moins égale à celle de Rome,. Avec son armée, ses prisonniers de guerre et son butin, Suréna est accueilli en triomphe à Séleucie. Cependant, craignant son ambition, Orodès II le fait exécuter peu après.

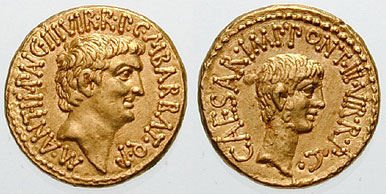
Aureus romains à l'effigie de Marc Antoine (gauche) et d'Octave (droite), frappés en 41 av. J.-C. pour célébrer la formation du Second Triumvirat par Octave, Marc Antoine et Lépide en 43.

Enhardis par la victoire contre Crassus, les Parthes tentent de s'emparer des territoires romains d'Asie de l'Ouest. Le prince héritier Pacorus Ier et son commandant Osaces pillent la Syrie jusqu'à Antioche en 51 av. J.-C. mais sont repoussés par Gaius Cassius Longinus qui tend une embuscade mortelle pour Osaces et sa troupe,. Les Arsacides se rangent du côté de Pompée lors de sa guerre civile contre Jules César et envoient même des troupes pour soutenir les forces opposées à César lors de la bataille de Philippes en 42, Quintus Labienus, un général loyal à Cassius et à Brutus s'allie avec les Parthes contre le second triumvirat en 40 ; l'année suivante, il envahit la Syrie avec Pacorus Ier,,. Le triumvir Marc Antoine se montre incapable d'organiser la défense romaine du fait de son départ pour l'Italie où il rassemble ses forces pour affronter son rival Octave avant de conduire des négociations avec lui à Brundisium. Après que la Syrie a été occupée par l'armée de Pacorus Ier, Labienus se sépare de la principale armée parthe pour envahir l'Anatolie tandis que Pacorus Ier et son commandant Barzapharnès envahit le Levant romain. Ils s'emparent de toutes les villes le long de la côte méditerranéenne jusqu'à Ptolemais au sud (actuel Acre (Israël)) à l'exception de Tyr. En Judée, les forces juives pro-romaines du grand prêtre Hyrcan II, de Phasaël et d'Hérode sont battues par les Parthes et leur allié juif Antigone II Mattathiah (40-37) ; ce dernier est fait roi de Judée tandis qu'Hérode s'enfuit dans son fort de Massada,,.
Malgré ces succès, les Parthes sont rapidement chassés du Levant par une contre-offensive romaine. Publius Ventidius Bassus, un officier de Marc Antoine, bat puis exécute Labienus à la Bataille des portes de Cilicie (dans l'actuelle province de Mersin, Turquie) en 39,,, Peu après une force parthe en Syrie menée par le général Pharnapates est battue à la bataille du col d'Amanus par Ventidius. En conséquence, Pacorus Ier se retire temporairement de Syrie. Lorsqu'il revient au printemps 38, il affronte Ventidius à la bataille du mont Gindarus au nord-est d'Antioche. Pacorus Ier est tué lors de la bataille et ses forces se retirent derrière l'Euphrate. Sa mort déclenche alors une crise de succession lors de laquelle Orodès II choisit Phraatès IV de Parthie (38–2 av. J.-C.) comme son héritier,,,.

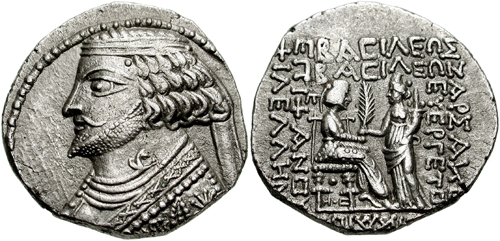
Tétradrachme de Phraatès IV de Parthie (38–2 av. J.-C.).

Phraatès élimine les revendications de ses rivaux en tuant ou en exilant ses propres frères. L'un d'eux, Monæses, s'enfuit et convainc Marc Antoine d'envahir la Parthie,. Marc Antoine bat Antigone II, l'allié judéen de la Parthie, en 37 av. J.-C. et le remplace par Hérode. L'année suivante, lorsque Marc Antoine marche sur Erzurum, Artavasdes II d'Arménie change une nouvelle fois d'alliance en lui envoyant des renforts. Marc Antoine s'empare de la Médie-Atropatène (actuel Azerbaïdjan), alors contrôlé par Artavazde Ier d'Atropatène, allié de la Parthie, avec l'intention de conquérir la capitale Praaspa dont l'emplacement est inconnu. Cependant, Phraatès IV tend une embuscade à l'arrière-garde de l'armée de Marc Antoine, détruisant un bélier géant destiné au siège de Praaspa ; après cela, Artavazde II abandonne à leur sort les troupes de Marc Antoine. Les Parthes poursuivent et harcelent l'armée romaine en pleine retraite. Finalement, la force grandement affaiblie atteint la Syrie,,,. Après cela, Marc Antoine attire Artavazde II dans un piège avec la promesse d'une alliance par mariage. Il fut fait prisonnier en 34 et envoyé à Rome avant d'être exécuté. Marc Antoine tente de forger une alliance avec Artavazde Ier d'Atropatène dont les relations avec Phraatès IV se dégradent alors rapidement. Cela est abandonné quand les forces romaines se retirent d'Arménie en 33 du fait de l'attaque du rival de Marc Antoine, Octave, à l'ouest. Après le départ des Romains, l'allié Artaxias II des Parthes reprend le trône d'Arménie.

### Paix avec Rome, intrigues de cour et contacts avec les généraux chinois
À la suite de la défaite de Marc Antoine lors de la bataille d'Actium en 31 av. J.-C., Octave consolide son pouvoir politique. Vers la même époque, Tiridate II de Parthie renverse brièvement Phraatès IV, rapidement capable de retrouver son trône avec l'aide des nomades scythes. Tiridate rejoint les Romains, emmenant l'un des fils de Phraatès IV avec lui. Lors de négociations menées en 20, Phraatès IV obtient la libération de son fils. En retour, les Romains reçoivent les insignes légionnaires perdues à Carrhes en 53, de même que tous les prisonniers de guerre,. Les Parthes considèrent cela comme un faible prix à payer pour le retour du prince. Auguste salue le retour des insignes légionnaires comme une victoire politique sur la Parthie ; cette propagande fut célébrée par la frappe de nouvelles pièces et la construction d'un nouveau temple pour accueillir les insignes : le plastron de sa statue en marbre montre la restitution des insignes,,.

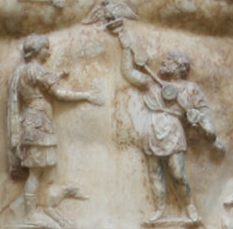
Un Parthe restitue à Auguste les insignes légionnaires perdues par Crassus à la bataille de Carrhes. (Détail du plastron de la statue d'Auguste de Prima Porta).

Avec le prince, Auguste envoie à Phraatès une esclave italienne, la future reine Musa. Pour s'assurer que son fils Phraatacès hérite sans incidents, Musa convainc Phraatès IV de donner ses autres fils en otage à Auguste. Une nouvelle fois, Auguste utilise cela comme propagande montrant la soumission de la Parthie à Rome et l'événement figure dans ses Res gestæ,. Lorsque Phraatacès monte sur le trône en tant que Phraatès V (2 av. J.-C.-4 apr. J.-C.), Musa épouse son propre fils et gouverne avec lui. La noblesse parthe, désapprouvant l'inceste et le fait que le roi n'avait pas de sang arsacide, force le couple à fuir en territoire romain,,. Le successeur de Phraatès V, Orodès III, ne reste que deux ans sur le trône et est suivi par Vononès Ier qui a adopté de nombreuses coutumes romaines lors de son séjour à Rome. La noblesse parthe, courroucée par les sympathies du roi pour Rome, soutient la revendication d'un rival, Artaban II (10-38 apr. J.-C.), qui finit par vaincre Vononès Ier et par le chasser en Syrie romaine,.
Durant le règne d'Artaban II, deux frères roturiers juifs, Anilai et Asinai de Nehardea (près de l'actuel Falloujah, Irak), menent une révolte contre le gouverneur parthe de Babylonie. Après avoir battu ce dernier, Artaban II leur accorde le droit de gouverner la région car il craignait une autre révolte. L'épouse parthe d'Anilai empoisonne Asinai de crainte qu'il n'attaque Anilai pour avoir épousé un gentil. Après cela, Anilai, impliqué dans un conflit armé avec un beau-frère d'Artaban II, est défait. Avec la fin du régime juif, les Babyloniens commencent à harceler la communauté juive locale, la forçant à émigrer vers Séleucie. Lorsque cette ville se soulève contre la domination parthe en 35-36 apr. J.-C., les Juifs sont à nouveau expulsés, cette fois par les Grecs et les Araméens locaux. Les Juifs fuient alors vers Ctésiphon, Nehardea et Nusaybin.
Bien qu'elle soit en paix avec la Parthie, Rome intervient néanmoins dans ses affaires : l'empereur romain Tibère (14–37 apr. J.-C.) est impliqué dans un complot avec Pharsman Ier d'Ibérie visant à placer son frère Mithridate sur le trône d'Arménie en assassinant le roi Arsace, allié de la Parthie. Artaban II tente de restaurer le contrôle parthe sur l'Arménie mais n'y parvient pas, ce qui déclenche une révolte de l'aristocratie ; il doit fuir en Scythie. Les Romains relâchent un prince otage, Tiridate III de Parthie, pour gouverner la région en tant qu'allié de Rome. Peu avant sa mort, Artaban II parvint à chasser Tiridate III à l'aide de troupes d'Hyrcanie. Après la mort d'Artaban II en 38 apr. J.-C., une longue guerre civile commença entre le successeur légitime Vardanès Ier et son frère Gotarzès II de Parthie. Après que Vardanès a été assassiné lors d'une partie de chasse, la noblesse parthe fait appel à l'empereur romain Claude (41–54 apr. J.-C.) en 49 apr. J.-C. pour qu'il libère le prince Meherdates afin de concurrencer Gotarzès. Cela n'eut pas l'effet escompté car Meherdates fut trahi par le gouverneur d'Édesse et Izatès bar Monobaze d'Adiabène ; il est capturé et livré à Gotarzès. On lui coupa simplement les oreilles, l'empêchant ainsi d'accéder au trône.
En 97 apr. J.-C., le général chinois Ban Chao, administrateur des « régions de l'Ouest », envoie l'émissaire Gan Ying dans une mission diplomatique chargée d'atteindre l'Empire romain. Gan visite la cour de Pacorus II de Parthie à Hecatompylos avant de continuer vers Rome. Il voyage vers l'ouest jusqu'au golfe Persique où les autorités parthes le convainquint qu'un difficile voyage en mer autour de la péninsule Arabique constitue le seul moyen d'atteindre Rome,,,. Découragé, Gan Ying retourne à la cour Han et fournit à l'empereur Hedi (88–105 apr. J.-C.) un rapport détaillé sur l'Empire romain basé sur les récits oraux de ses hôtes parthes,. William Watson émet l'hypothèse que les Parthes auraient été rassurés par les efforts vains de l'Empire han d'ouvrir des relations diplomatiques avec Rome, en particulier après les victoires militaires de Ban Chao contre les Xiongnus dans le bassin du Tarim. Cependant, les documents chinois maintiennent qu'une ambassade romaine, peut-être uniquement un groupe de marchands romains, est arrivée dans la capitale chinoise Luoyang en 166 apr. J.-C., durant les règnes des empereurs Marc Aurèle (161–180 apr. J.-C.) et Han Huandi (146–168 apr. J.-C.),.

### Déclin de l'Empire parthe

Carte des mouvements de troupes durant les deux premières années de la guerre arméno-parthe de 58-63 apr. J.-C. montrant l'offensive romaine en Arménie.

Après que le roi d'Ibérie Pharsman Ier eut poussé son fils Rhadamiste (51–55 apr. J.-C.) à détrôner le roi vassal de Rome, Mithridate d'Arménie, Vologèse Ier (51-77 apr. J.-C.) décida d'envahir l'Arménie pour y placer son frère, le futur Tiridate Ier d'Arménie. Rhadamiste fut finalement chassé du pouvoir et à partir du règne de Tiridate Ier, la Parthie gardera le contrôle de l'Arménie, avec de brèves interruptions, à travers la dynastie des Arsacides d'Arménie,. Même après la chute de l'Empire parthe, la lignée arsacide continua de vivre au sein des rois arméniens,.
Lorsque Vardanès II de Parthie se rebella contre son père Vologèse Ier en 55 apr. J.-C., ce dernier retira ses forces d'Arménie. Rome tenta rapidement de combler le vide politique. Lors de la guerre arméno-parthe de 58–63 apr. J.-C., le commandant Cnaeus Domitius Corbulo obtint quelques succès militaires contre les Parthes et installa Tigrane VI de Cappadoce comme roi vassal de Rome. Cependant, le successeur de Corbulo, Lucius Cæsennius Pætus subit une grave défaite face aux Parthes et quitta l'Arménie. À la suite du traité de paix, Tiridate Ier se rendit à Naples et à Rome en 63 apr. J.-C. Dans les deux villes, l'empereur romain Néron (54–68 apr. J.-C.) le couronna cérémonieusement roi d'Arménie en plaçant le diadème royal sur sa tête,.
Une longue période de paix commença entre la Parthie et Rome et seule l'invasion des Alains dans les territoires orientaux de Parthie vers 72 apr. J.-C. est mentionnée par les historiens romains. Alors qu'Auguste et Néron avaient choisi une politique militaire prudente face à la Parthie, les empereurs romains ultérieurs envahirent et tentèrent de conquérir l'Est du croissant fertile, le cœur de l'Empire parthe le long du Tigre et de l'Euphrate. La montée des tensions peut être expliquée en partie par les réformes militaires romaines. Pour égaler la force de la Parthie dans le domaine du corps des archers à pied ou à cheval, les Romains employèrent d'abord des soldats issus des peuples alliés (en particulier les Nabatéens) mais par la suite ils établirent une force d'auxiliaires permanente pour seconder leur infanterie lourde. Les Romains finirent par maintenir des régiments d'archers montés (en latin : sagittarii) et des cataphractaires lourdement protégés dans leurs provinces orientales,. Pourtant les Romains n'avaient aucune réelle stratégie de long terme dans leurs affrontements avec la Parthie et gagnèrent très peu de territoires lors de ces invasions. Les principales motivations de ces guerres étaient le renforcement du prestige et la gloire des empereurs de même que la défense de l'honneur romain contre des agressions perçues, en particulier les ingérences parthes dans les affaires des États vassaux de Rome.

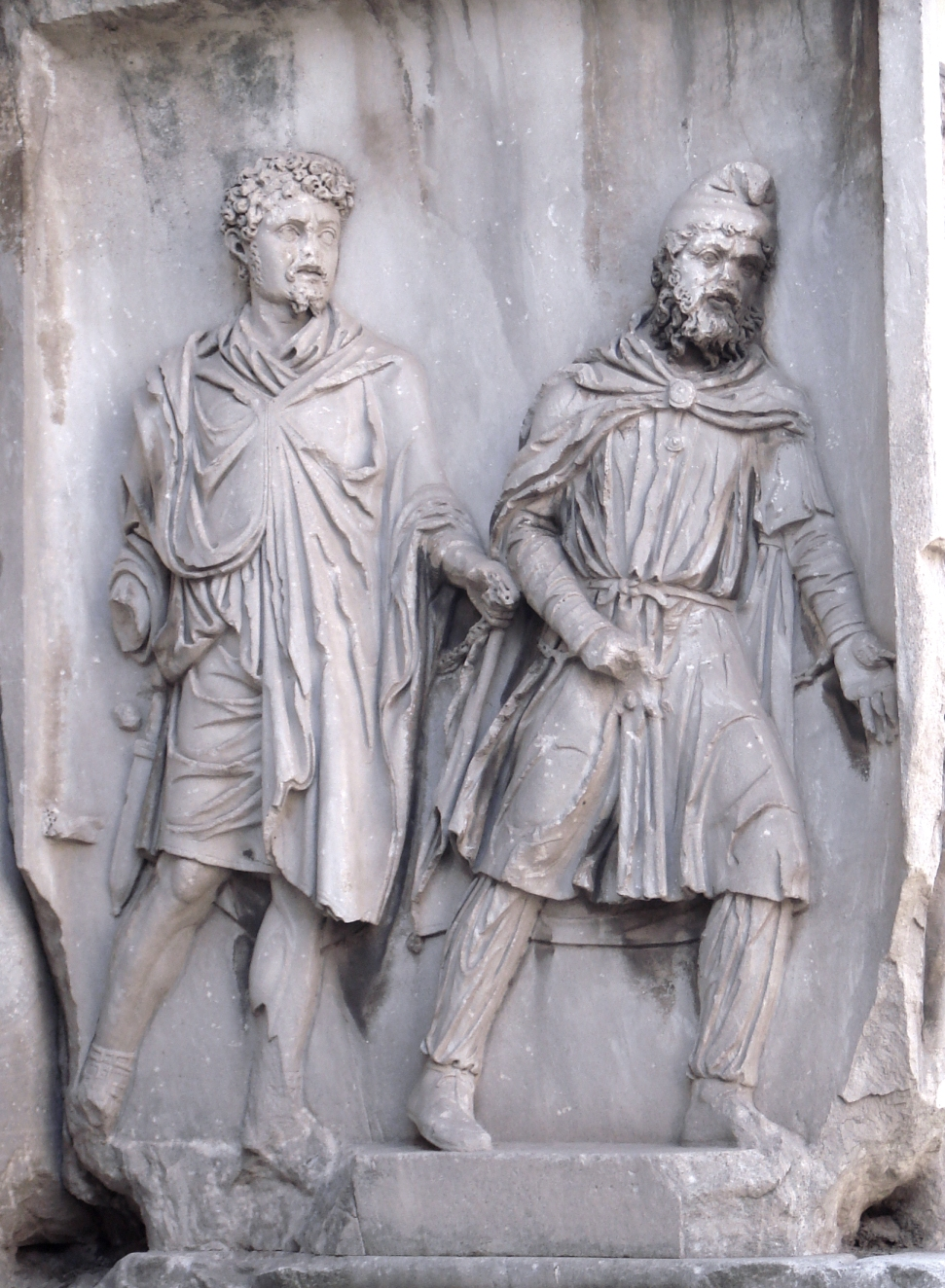
Un soldat parthe (à droite) portant un bonnet phrygien, représenté comme un prisonnier de guerre entravé par des chaînes tenues par un Romain (à gauche) ; arc de Septime Sévère, Rome, 203 apr. J.-C.

Les hostilités reprirent lorsque Khosrô Ier de Parthie (109–128 apr. J.-C.) déposa le roi arménien Tiridate Ier et le remplaça par Axidares, l'un des fils de Pacorus II, sans consulter Rome. Au début de la guerre parthique de Trajan, l'empereur romain fit assassiner le candidat parthe suivant au trône, Parthamaspatès, en 114 apr. J.-C. et fit de l'Arménie une province romaine,,. Ses forces, menées par Lusius Quietus, capturèrent également Nusaybin ; son occupation était essentielle pour la sécurisation des principales routes de communication de la plaine de Mésopotamie du Nord,. L'année suivante, Trajan envahit la Mésopotamie et ne rencontra que la résistance de Meharaspes d'Adiabène car Khosrô Ier était engagé dans une guerre civile à l'est contre Vologèse III. Trajan passa l'hiver 115–116 à Antioche mais reprit sa campagne au printemps. Suivant l'Euphrate, il captura Dura-Europos, la capitale Ctésiphon et Séleucie et soumit même Characène d'où il vit le départ des navires pour l'Inde depuis le golfe Persique,,,.
Dans les derniers mois de l'année 116 apr. J.-C., Trajan captura la ville perse de Suse. Lorsque Sanatruces II de Parthie rassembla des forces dans l'Est de la Parthie pour repousser les Romains, son cousin Parthamaspatès le trahit et le tua ; Trajan le couronna alors nouveau roi de Parthie. L'Empire romain ne s'avança plus jamais aussi loin vers l'est. Alors que Trajan retournait vers le nord, les villes babyloniennes se révoltèrent contre les garnisons romaines,. Trajan fut forcé de se retirer de Mésopotamie en 117 apr. J.-C., supervisant le siège raté de Hatra durant son repli,,. Sa retraite était, selon lui, temporaire car il voulait repartir à l'attaque en 118 apr. J.-C. et « faire de la soumission des Parthes une réalité » mais Trajan mourut soudainement en août 117 apr. J.-C.
Durant sa campagne, Trajan reçut le titre de Parthicus par le Sénat romain et des pièces furent frappées pour célébrer sa conquête de la Parthie,,. Cependant, seuls les historiens Eutrope et Festus du IVe siècle avancent qu'il voulait établir une province romaine en Mésopotamie inférieure.
Le successeur de Trajan, Hadrien (117–138 apr. J.-C.), réaffirma la frontière romano-parthe sur l'Euphrate et choisit de ne pas envahir la Mésopotamie du fait des ressources militaires maintenant plus limitées de Rome,,,. Parthamaspatès s'enfuit après que les Parthes se furent révoltés contre lui ; pourtant les Romains le firent roi d'Osroène. Khosrô Ier mourut lors de son conflit avec Vologèse III, ce dernier fut suivi par Vologèse IV (147-191 apr. J.-C.) qui connut une période de paix et de stabilité. Cependant, la guerre des Romains contre les Parthes de 161–166 apr. J.-C. commença quand Vologèse IV envahit l'Arménie et la Syrie, reprenant Édesse. L'empereur romain Marc Aurèle (161-180 apr. J.-C.) ordonna à Marcus Statius Priscus d'envahir l'Arménie en 163 apr. J.-C. puis à Avidius Cassius de faire de même avec la Mésopotamie en 164 apr. J.-C. Les Romains capturèrent et rasèrent Séleucie et Ctésiphon mais durent se retirer car les soldats romains contractèrent la « peste antonine » (possiblement la variole) qui ravagea le monde romain,.

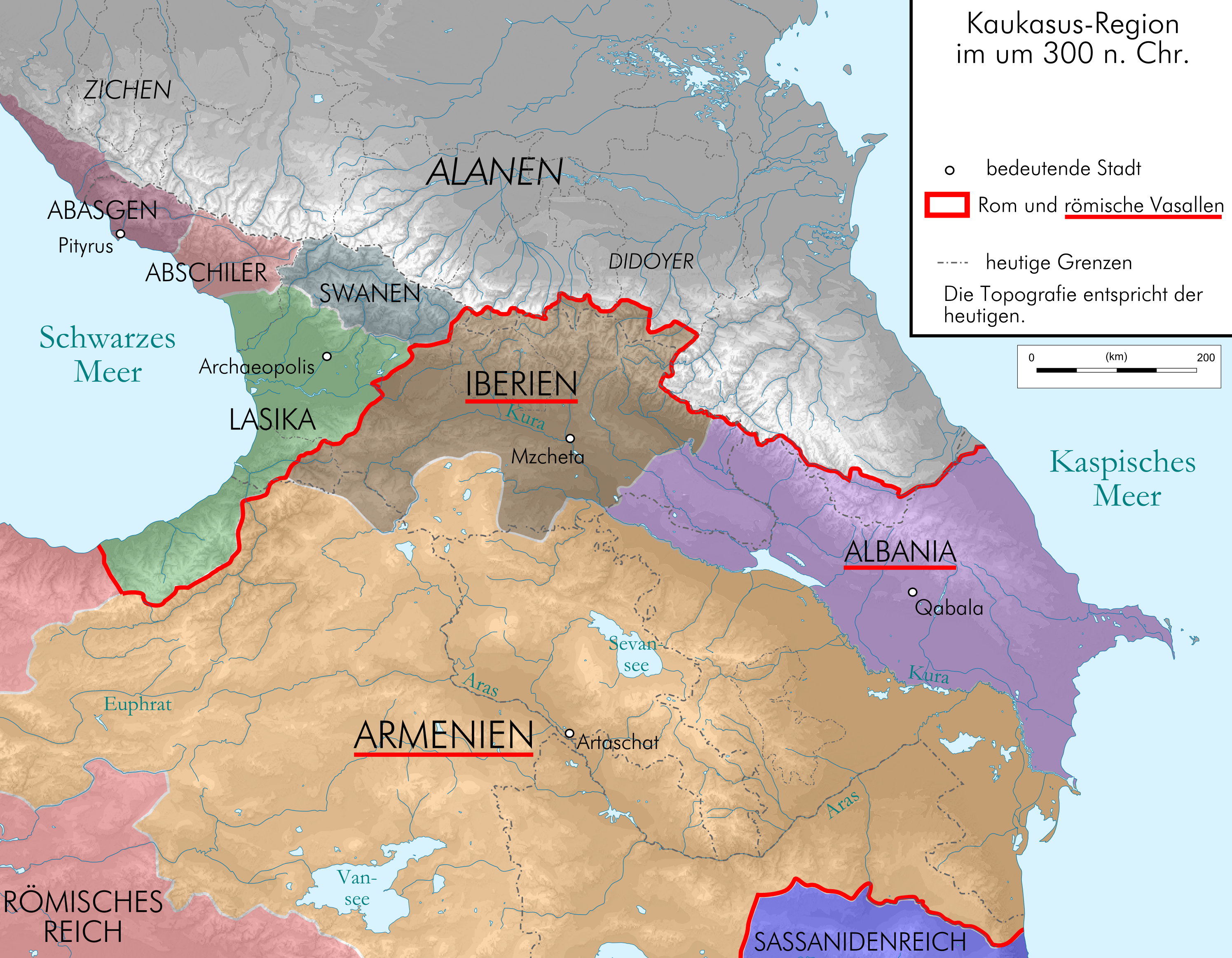
Rome et l'Arménie vassale vers 300 apr. J.-C.

Lorsque l'empereur romain Septime Sévère (193-211 apr. J.-C.) envahit la Mésopotamie en 197 apr. J.-C. durant le règne de Vologèse V de Parthie (191–208 apr. J.-C.), les Romains marchèrent une nouvelle fois le long de l'Euphrate et prirent Ctésiphon et Séleucie. Après avoir reçu le titre de Parthicus Maximus, il se retira à la fin de l'année 198 apr. J.-C., échouant comme Trajan à prendre Hatra durant un siège,,,.
Vers 212 apr. J.-C., peu après la prise de pouvoir de Vologèse VI (208–222 apr. J.-C.), son frère Artaban V se rebella contre lui et gagna le contrôle d'une grande partie de l'Empire. Dans le même temps, l'empereur romain Caracalla (211–217 apr. J.-C.) déposa les rois d'Osroène et d'Arménie pour en faire une nouvelle fois des provinces romaines. Il avança en Mésopotamie sous le prétexte d'épouser l'une des filles d'Artaban V, mais comme le mariage n'était pas autorisé, il déclara la guerre à la Parthie et conquit Erbil à l'est du Tigre.

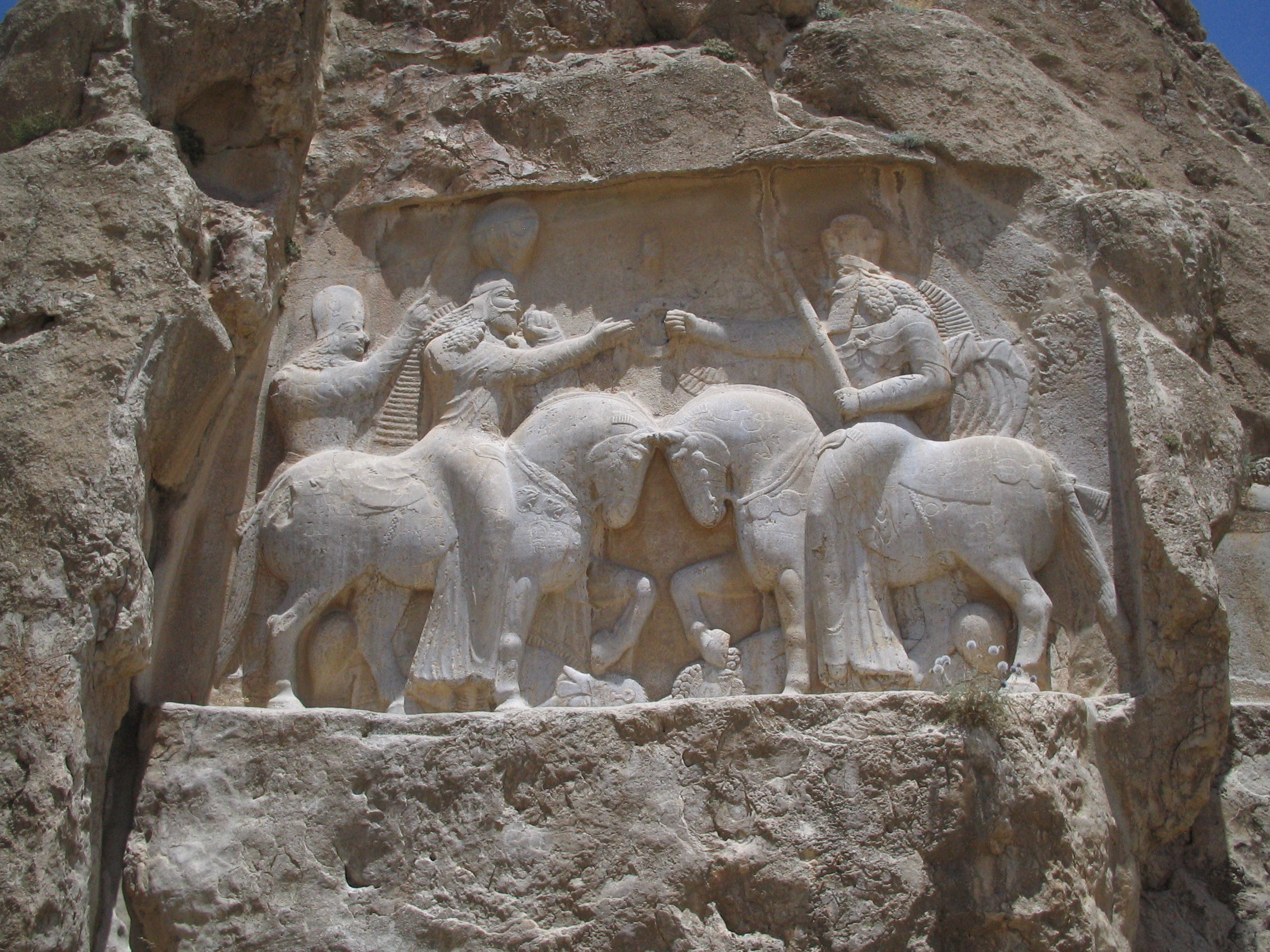
Bas-relief sassanide à Naqsh-e Rostam représentant l'intronisation d'Ardachîr Ier.

Caracalla fut assassiné l'année suivante sur la route de Carrhes par ses soldats. Après la bataille de Nisibis, les Parthes passèrent un accord avec l'empereur Macrin (217–218) dans lequel les Romains payèrent deux cents millions de deniers,.
Mais l'Empire parthe, affaibli par les rivalités internes et les guerres avec Rome, fut remplacé par l'Empire sassanide. En effet, peu après Ardachîr Ier, le dirigeant iranien local de Persis (actuelle province de Fars en Iran) près d'Istakhr commença à soumettre les territoires aux alentours, parce qu'il se méfiait de la domination arsacide,,,. Il affronta Artaban V lors de la bataille d'Hormizdaghan le 28 avril 224 apr. J.-C., peut-être près d'Ispahan, et le battit avant d'établir l'Empire sassanide. Il existe cependant des preuves que Vologèse VI continua de frapper des pièces à Séleucie jusqu'en 228 apr. J.-C.
Les Sassanides après les Parthes devinrent à leur tour les ennemis jurés des Romains et tentèrent également de restaurer les frontières de l'Empire achéménide en conquérant brièvement le Levant, l'Anatolie et l'Égypte durant le règne de Khosro II (590–628 apr. J.-C.). Cependant, ces territoires furent repris par l'empereur byzantin Héraclius et l'Empire sassanide fut balayé lors des conquêtes musulmanes dans les années 630 apr. J.-C.

## Gouvernement et administration

### Autorité centrale et rois semi-autonomes

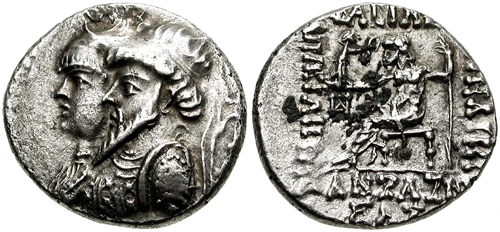
Pièce représentant Kamnaskires III, roi d'Élymaïde (actuel Khuzestan), et sa femme, la reine Anzaze,

Par rapport au précédent Empire achéménide, le gouvernement parthe était remarquablement décentralisé. Une source historique locale révèle que les territoires supervisés par le gouvernement central étaient organisés d'une manière similaire à celle de l'Empire séleucide. Leur territoire était divisé selon trois niveaux hiérarchiques : Les marzbāns, les xšatraps et les dizpats parthes étaient similaires aux satrapies, aux éparchies et aux hyparchies séleucides. L'Empire parthe incluait également plusieurs royaumes semi-autonomes comme l'Ibérie, l'Arménie, l'Atropatène, la Gordyène, l'Adiabène, Édesse, Hatra, la Characène, l'Élymaïde et Persis. Les dirigeants de ces États gouvernaient leurs propres territoires et frappaient leur propre monnaie différente des pièces royales frappées dans des forges impériales,. Cela n'était pas très différent de l'Empire achéménide, qui possédait également quelques cité-États et même des satrapies distantes semi-indépendantes mais qui « reconnaissaient la suprématie du roi, payaient un tribut et fournissaient un soutien militaire », selon l'historien Brosius. Cependant, les satrapes de l'Empire parthe gouvernaient des territoires plus petits et avaient probablement moins de prestige et d'influence que leurs prédécesseurs achéménides. Durant la période séleucide, la coutume de dynasties régnantes locales avec une autonomie limitée et parfois en rébellion ouverte, devint la norme et celle-ci se poursuivit durant la période parthe.

### Noblesse

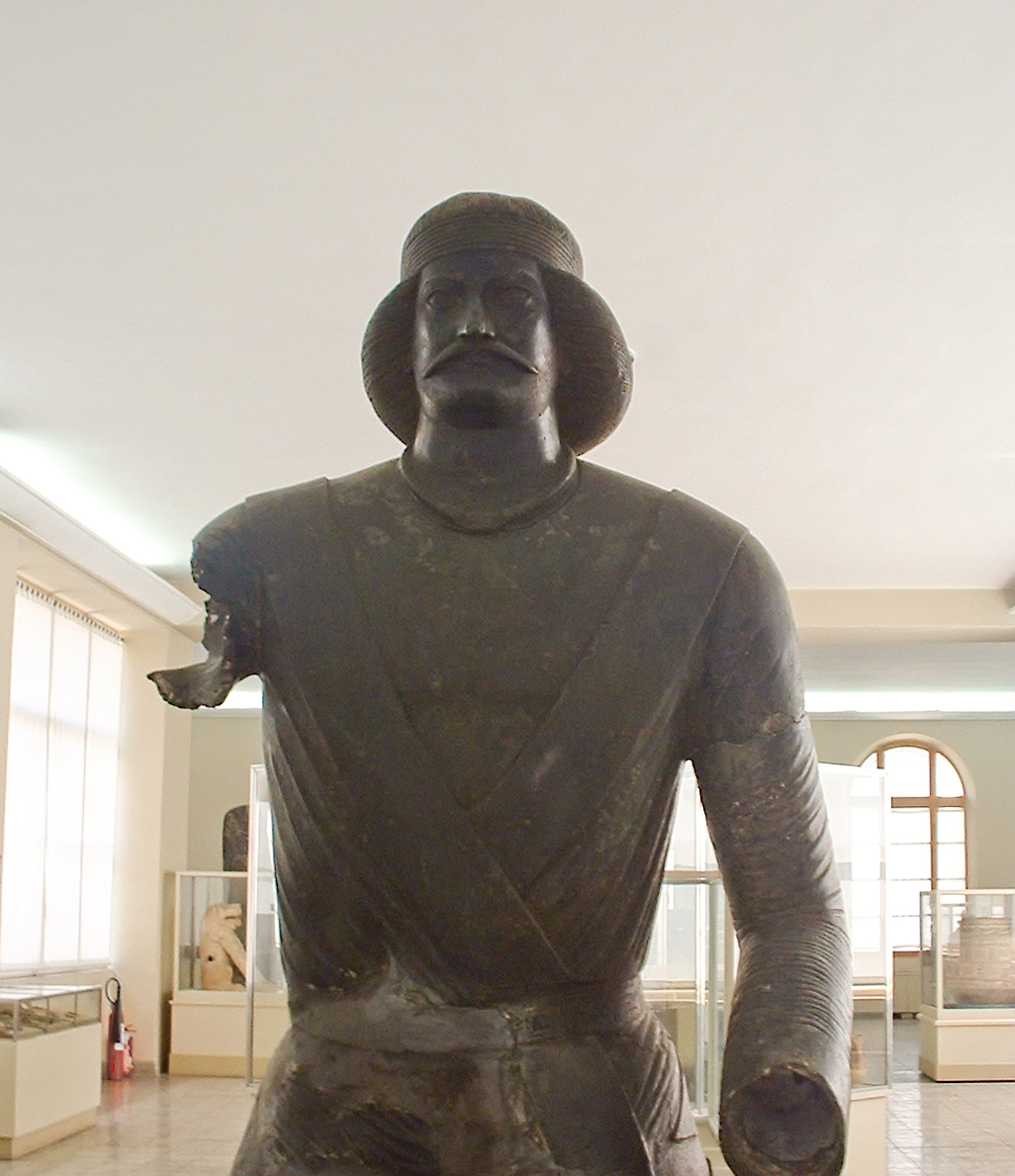
Statue d'un prince parthe : statue en bronze provenant du sanctuaire de Shami en Élymaïde (actuelle province du Khouzestan en Iran, le long du golfe Persique). Musée national d'Iran.

Le Roi des Rois dirigeait le gouvernement parthe. Il maintenait des relations polygames et son successeur était habituellement le premier de ses fils. Comme pour les Ptolémées d'Égypte, il existe également des documents relatant le mariage des rois arsacides avec leurs nièces et même leurs demi-sœurs ; la reine Musa épousa son propre fils bien que cela ait été un cas extrême et isolé. Brosius fournit un extrait d'une lettre rédigée en grec par le roi Artaban II en 21 apr. J.-C. s'adressant au gouverneur (appelé « archonte ») et aux habitants de la ville de Suse. Des postes spécifiques de gardes du corps et de trésorier sont mentionnés et le document prouve qu'« alors qu'il existe des juridictions locales et des procédures pour les nominations aux postes les plus importants, le roi pouvait agir pour le compte d'un individu, réexaminer une affaire et modifier les décisions locales s'il considérait cela comme approprié ».
Les titres héréditaires de la noblesse hiérarchique enregistrés durant le règne du premier monarque sassanide Ardachîr Ier reflètent probablement les titres déjà en vigueur sous l'ère parthe. Il existait trois catégories de nobles, la plus haute était constituée par les rois locaux directement sous l'autorité du roi des rois, la noblesse médiane était liée au roi des rois par le mariage, et la noblesse inférieure était composée de chefs de clans locaux.
À partir du Ier siècle, la noblesse parthe exerça une grande influence dans la succession et la déposition des rois arsacides. Certains nobles occupaient les fonctions de conseillers à la cour royale, voire de prêtres. Sur les grands clans nobles parthes recensés au début de la période sassanide, seuls deux sont explicitement mentionnés dans les premiers documents parthes : la maison des Souren et la maison des Karen. L'historien Plutarque nota que les membres du clan Suren, les nobles de plus haut rang, avaient le privilège de couronner chaque nouveau roi arsacide lors de la cérémonie de couronnement,. Par la suite, certains des rois parthes ont revendiqué une ascendance achéménide. Cela fut récemment corroboré par la présence possible d'une maladie héréditaire (neurofibromatose) démontrée par les descriptions physiques des souverains et les preuves de maladie familiale sur les anciennes pièces.

### Armée

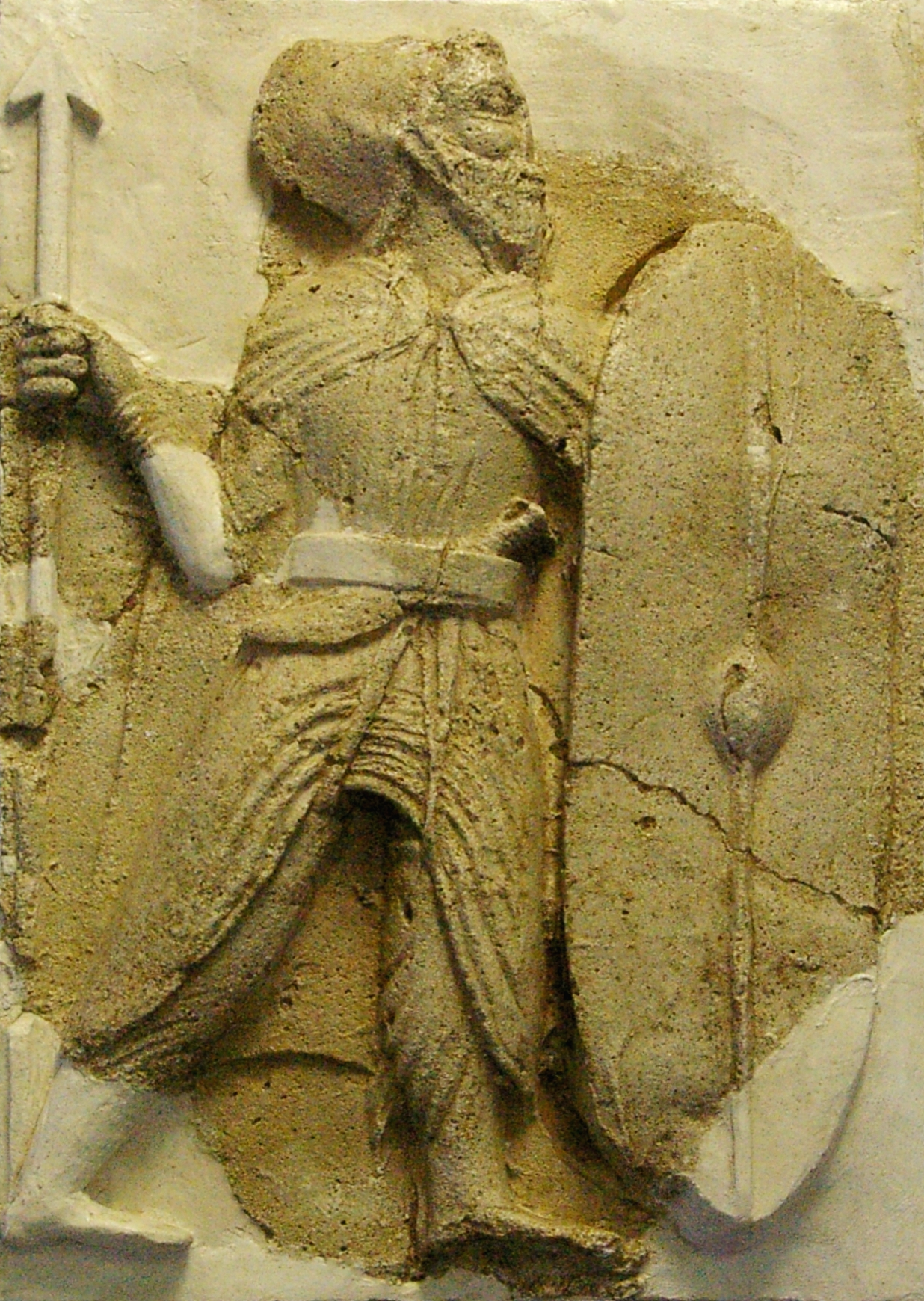
Stuc parthe d'un fantassin situé dans le château de Zahhak, dans la province d'Azerbaïdjan oriental en Iran.

L'Empire parthe n'avait pas d'armée de métier mais était néanmoins capable de recruter rapidement des troupes en cas de crises locales,. Il existait une garde permanente attachée à la protection du roi comprenant des nobles, des serfs et des mercenaires mais cette troupe était de petite taille. Des garnisons étaient maintenues en permanence dans des forts frontaliers ; les inscriptions parthes révèlent certains des titres militaires accordés aux commandants de ces unités. Les forces militaires pouvaient également être utilisées pour des démonstrations diplomatiques. Par exemple, lorsque des émissaires chinois visitèrent la Parthie à la fin du IIe siècle av. J.-C., le Shiji avance que 20 000 cavaliers furent envoyés vers les frontières orientales pour servir d'escorte aux ambassadeurs même si ce nombre est peut-être exagéré.
La principale force de frappe de l'armée parthe était ses cataphractaires, un type de cavalerie lourde où le cavalier et sa monture étaient complètement recouverts d'une cotte de mailles,. Les cataphractaires emportaient une lance pour briser les lignes ennemies ou des arcs pour harceler l'adversaire,. Du fait du coût de l'équipement, les cataphractaires étaient recrutés au sein des aristocrates qui, en retour de leurs services, demandaient une mesure d'autonomie au niveau local aux rois arsacides,. La cavalerie légère était issue de la classe populaire et servait d'archers montés ; ils portaient une tenue légère dans la bataille. Ils utilisaient des arcs composites et pouvaient tirer sur l'ennemi tout en s'éloignant de lui dans une technique très efficace appelée « tir parthe »,,. La cavalerie lourde et légère de Parthie joua un rôle décisif dans la bataille de Carrhes où une force parthe battit une armée romaine bien plus nombreuse commandée par Crassus. L'infanterie légère, composée de conscrits et de mercenaires était employée pour disperser l'ennemi après les charges de cavalerie.
La taille de l'armée parthe est inconnue, de même que celle de la population globale de l'empire. Cependant, les fouilles archéologiques dans les anciens centres urbains révèlent des implantations qui auraient pu accueillir un grand nombre d'habitants.

### Monnaie
Habituellement faites en argent, les pièces de drachmes, dont le tétradrachme, étaient la monnaie standard utilisée tout au long de l'Empire parthe,. Les Arsacides maintenaient des ateliers royaux dans les villes d'Hecatompylos, de Séleucie et d'Ecbatane. Il y avait certainement un atelier à Mithridatkert/Nisa. De la fondation de l'Empire à son effondrement, les drachmes produites tout au long de la période parthe pesaient rarement moins de 3,5 g ou plus de 4,2 g. Les premiers tétradrachmes, pesant environ 16 g, apparurent après la conquête de la Mésopotamie par Mithridate Ier de Parthie et étaient exclusivement frappés à Séleucie.

## Société et culture

### Hellénisme et renouveau iranien

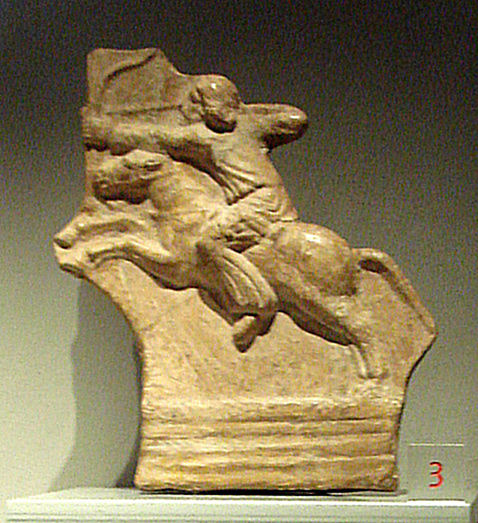
Cavalier parthe exposé au palais Madame de Turin.

Bien que la culture grecque des Séleucides ait été largement adoptée par les peuples du Proche-Orient durant l'époque hellénistique, l'ère parthe vit un renouveau de la culture iranienne dans le domaine de la religion, des arts et même de la mode vestimentaire,. Conscients des racines grecques et iraniennes de leur parenté, les dirigeants arsacides se définirent d'après le roi des rois perse et affirmèrent également qu'ils étaient philhellènes (« amis des Grecs »),. Le mot « philhellène » était inscrit sur les pièces parthes jusqu'au règne d'Artaban II vers 128 av. J.-C. La disparition de cette inscription signifiait un renouveau de la culture iranienne en Parthie. Vologeses Ier fut le premier arsacide à faire apparaître l'écriture et la langue parthe aux côtés du grec ancien maintenant presque illisible,,. Cependant, l'emploi d'inscriptions avec l'alphabet grec sur les pièces parthes continua jusqu'à l'effondrement de l'Empire.

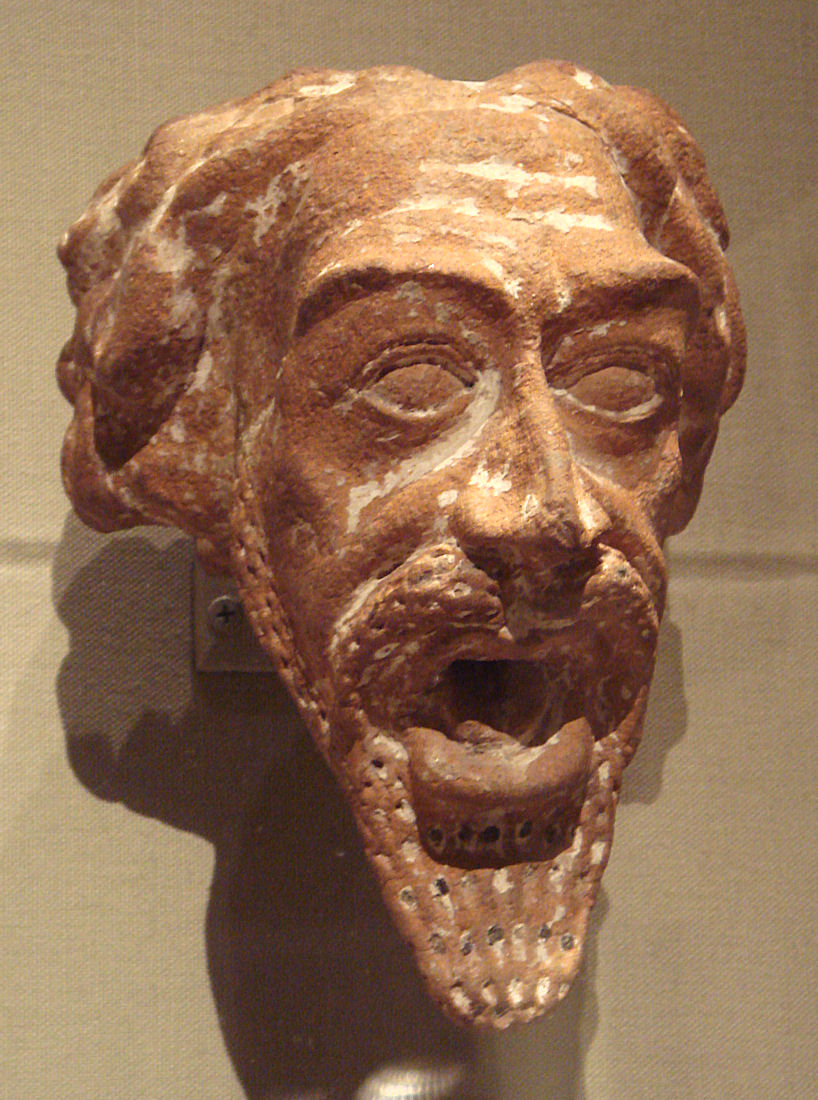
Gargouille parthe en céramique datée du Ier ou du IIe siècle.

L'influence de la culture grecque ne disparut cependant pas de l'Empire parthe et l'on sait que les Arsacides appréciaient le théâtre grec. Lorsque la tête de Crassus fut apportée à Orodès II, lui et le roi arménien assistaient à une représentation des Bacchantes d'Euripide. Le metteur en scène de la pièce décida d'utiliser la véritable tête tranchée de Crassus pour représenter celle de Penthée.
Sur ses pièces, Arsace Ier était représenté de la même manière que les satrapes achéménides. Selon A. Shahbazi, Arsace « s'écarta délibérément des pièces séleucides pour renforcer ses aspirations royales et nationalistes et il se fit appeler Kārny/Karny (en grec ancien : αυτοκρατής autocratès), un titre déjà porté par les généraux achéménides comme Cyrus le Jeune ». En phase avec les traditions achéménides, les bas-reliefs représentant les rois arsacides étaient gravés sur le mont Behistun, où se trouvent des inscriptions royales de Darius Ier,. De plus, les Arsacides revendiquaient une filiation avec Artaxerxès II afin de renforcer leur légitimité sur les anciens territoires achéménides en étant les « légitimes successeurs des glorieux rois » de l'Iran antique. Artaban III nomma l'un de ses fils Darius et revendiquait l'héritage de Cyrus. Les rois arsacides choisissaient des noms typiquement zoroastriens pour eux-mêmes et parfois issus du passé mythologique de l'Avesta selon Vladimir Loukonine,. Les Parthes adoptèrent également le calendrier babylonien avec les noms achéménides du calendrier persan, remplaçant le calendrier macédonien des Séleucides.

### Religion

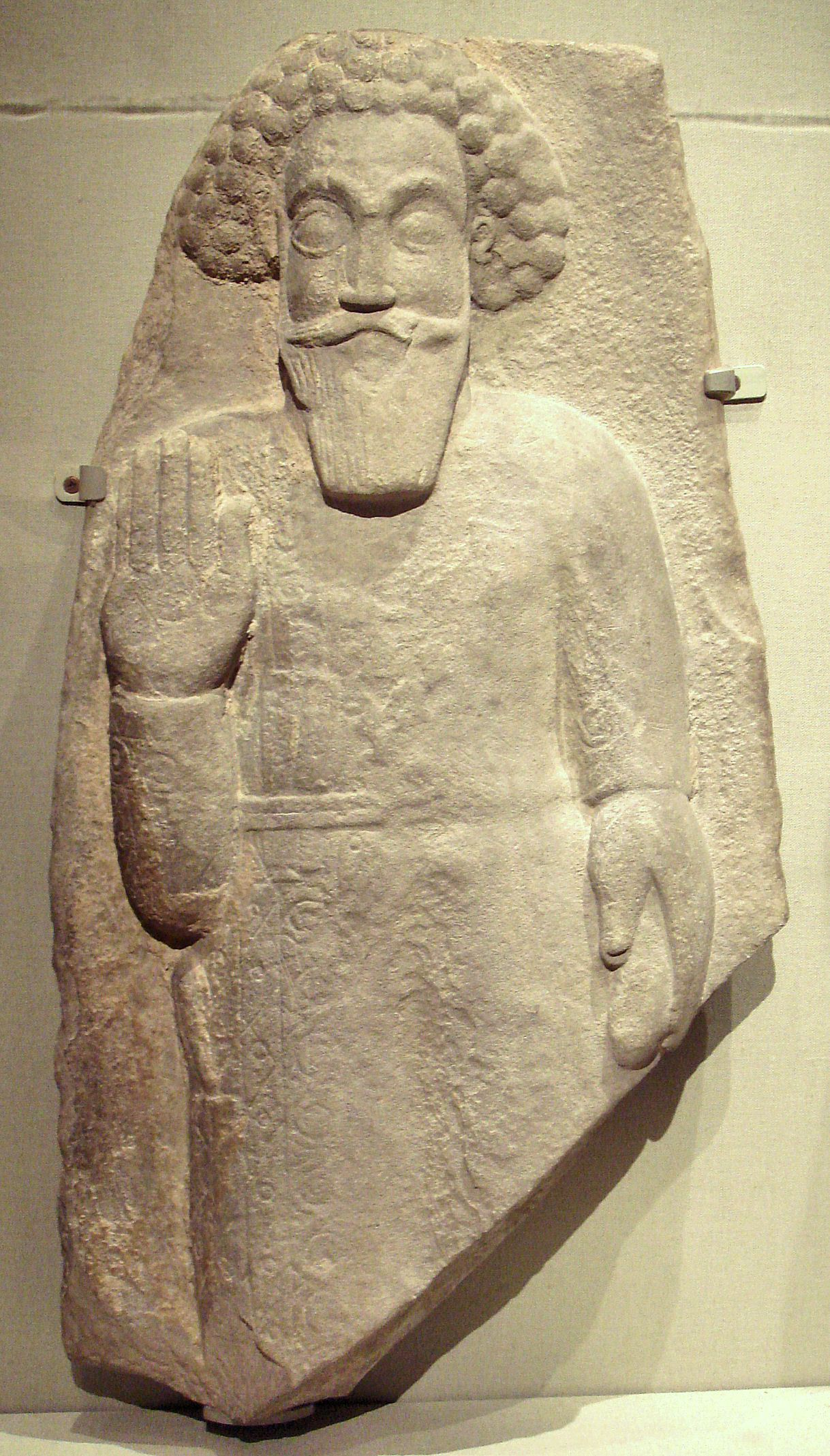
Relief votif parthe dans le Khuzestan en Iran, IIe siècle.

L'Empire parthe, étant culturellement et politiquement hétérogène, abritait une grande variété de croyances religieuses, les plus nombreuses étant celles dédiées aux cultes grec et perse. La plupart des Parthes étaient polythéistes même s'il existait une minorité juive et les premiers chrétiens. Les divinités grecques et iraniennes étaient souvent rassemblées en une seule. Par exemple, Zeus était souvent associé à Ahura Mazda, Hadès avec Angra Mainyu, Aphrodite et Héra avec Anahita, Apollon avec Mithra et Hermès avec Shamash,,. En plus des principaux dieux et déesses, chaque groupe ethnique et chaque ville avait ses propres divinités. De même que les souverains séleucides, l'art parthe indique que les rois arsacides se considéraient comme des dieux ; ce culte impérial était peut-être le plus répandu.
L'étendue du contrôle arsacide sur le zoroastrisme est débattu dans les recherches modernes,. Les partisans de Zoroastre auraient considéré inacceptables les sacrifices sanglants des cultes iraniens d'avant la période parthe. Cependant, il y a des preuves que Vologèse Ier encouragea la présence des prêtres zoroastriens à la cour et soutint le rassemblement des textes sacrés qui formèrent l'Avesta,,. La cour sassanide adopta par la suite le zoroastrisme comme la religion d'état officielle,.
Bien que Mani (216–276 apr. J.-C.), le prophète fondateur du manichéisme, n'ait pas proclamé sa première révélation avant 228/229 apr. J.-C., Bivar avance que cette nouvelle foi incorporait des « éléments du mandéisme, de la cosmogonie iranienne et même des échos du christianisme… elle peut être considérée comme le reflet des doctrines religieuses mêlées de la fin de la période arsacide que l'orthodoxie zoroastrienne des Sassanides allait rapidement balayer ».
Il existe peu de preuves archéologiques concernant l'expansion du bouddhisme depuis l'Empire kouchan jusqu'en Iran. Cependant, les sources chinoises avancent qu'An Shigao (IIe siècle apr. J.-C.), un noble parthe et un moine bouddhiste, voyagea jusqu'à Luoyang en Chine en tant que missionnaire et traduisit plusieurs textes du bouddhisme en chinois,.

### Art et architecture

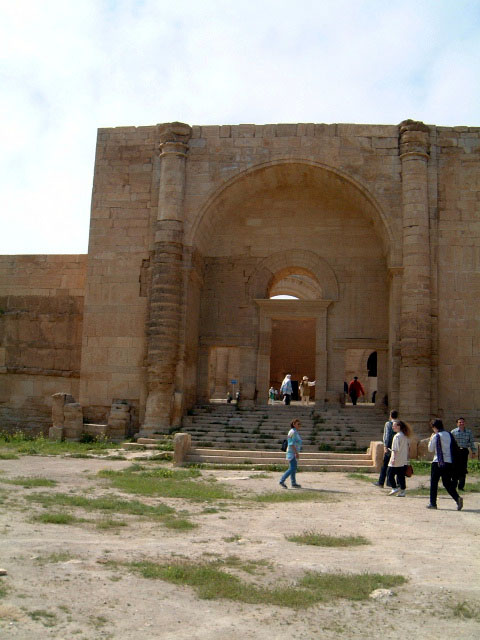
Un iwan à voûte en berceau à l'entrée du site archéologique d'Hatra, Irak, construit en 50 apr. J.-C.

L'art parthe peut être divisé en trois phases géo-historiques : l'art de la Parthie elle-même, l'art du plateau iranien et l'art de Mésopotamie. Le premier exemple véritable d'art parthe, découvert à Mithridatkert/Nisa, combinait des éléments d'art grec et iranien en ligne avec les traditions achéménide et séleucide. Dans la seconde phase, l'art parthe trouve son inspiration dans l'art achéménide, comme illustré par le relief représentant l'intronisation de Mithridate II au mont Behistun. La troisième phase apparut graduellement après la conquête parthe de la Mésopotamie.
Les motifs communs de la période parthe incluaient des scènes de chasse royales et l'intronisation des rois arsacides,. L'usage de ces motifs s'étendit à la représentation des portraits royaux des dirigeants locaux. Les techniques artistiques usuelles étaient les reliefs muraux, les fresques et même les graffitis. Les motifs floraux géométriques et stylisés étaient également représentés sur des murs en stuc ou en plâtre. Le motif commun de la période sassanide montrant deux cavaliers engagés dans un combat avec des lances apparut pour la première fois dans les reliefs parthes du mont Behistun.
Dans l'art du portrait les Parthes favorisaient la frontalité, signifiant que le sujet de la peinture ou de la sculpture ou des gravures sur les pièces faisait face au spectateur au lieu de présenter son profil,,. Bien que la frontalité dans l'art du portrait était déjà une ancienne technique artistique lors de la période parthe, Daniel Schlumberger explique l'innovation de la frontalité parthe : « La « frontalité parthe », comme nous sommes maintenant habitué à l'appeler, diffère profondément à la fois de la frontalité proche orientale et grecque même si elle est sans doute issue de cette dernière. À la fois dans l'art grec et oriental, la frontalité était exceptionnelle : dans l'art oriental elle était réservée à un petit nombre de personnages traditionnels ou mythologiques ; dans l'art grec, la frontalité était une option rarement utilisée, généralement lorsqu'elle était demandée par le sujet. Dans l'art parthe, au contraire, la frontalité devint le traitement normal du sujet. Pour les Parthes, la frontalité n'est rien d'autre que l'habitude de montrer, dans les bas-reliefs et dans la peinture, tous les personnages de pleine face au prix (selon nos critères modernes) de la clarté et de l'intelligibilité. Son usage était si systématique qu'il a conduit de facto à la disparition complète de la vue de profil et de toutes les attitudes intermédiaires. Cet état de chose singulier semble avoir été établi au cours du Ier siècle ».

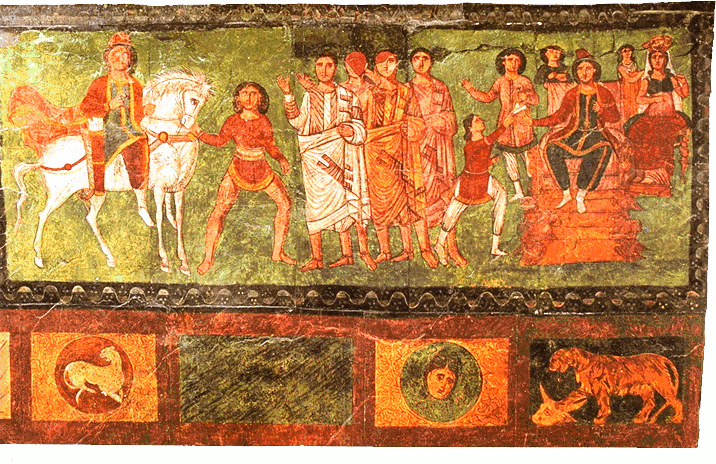
Peinture murale représentant une scène du Livre d'Esther à la synagogue de Dura-Europos, datant de 245 apr. J.-C. que Curtis et Schlumberger décrivent comme un bon exemple de la frontalité parthe.

L'art parthe, avec son usage distinct de la frontalité dans les portraits, fut perdu et abandonné lors des profonds changements culturels et politiques apportés par l'Empire sassanide. Cependant, même après l'occupation romaine de Dura-Europos en 165 apr. J.-C., la frontalité parthe continua d'être employée. Celle-ci est illustrée par les peintures murales du IIIe siècle de la synagogue de Dura-Europos,.

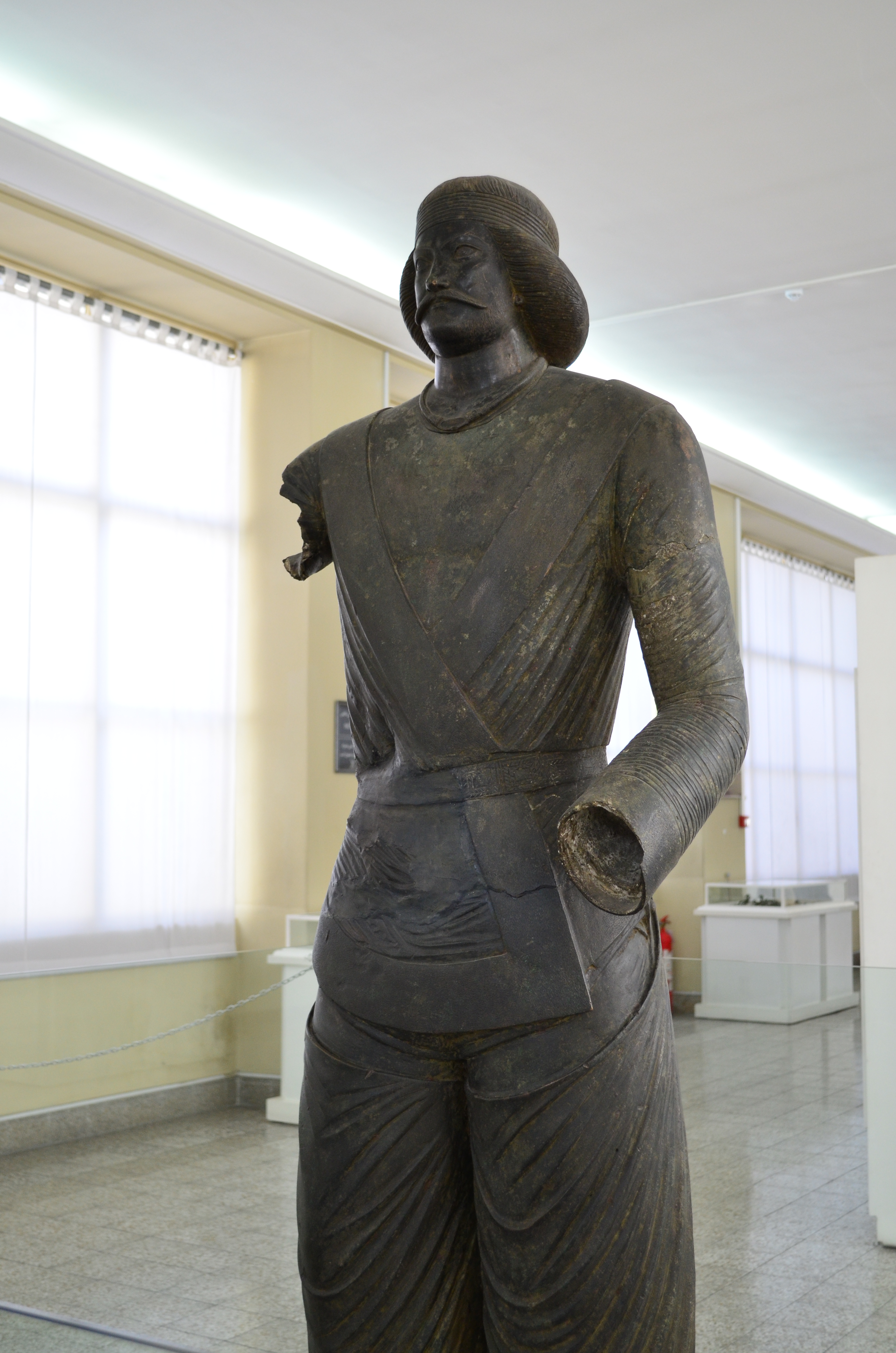
Statue d'un prince parthe, musée national d'Iran.

La ronde-bosse n'a livré que peu d'œuvres, mais les rares pièces découvertes témoignent de l'originalité de l'art parthe. Les exemples majeurs qui peuvent être cités sont la statue en bronze d'un chef parthe conservée au musée national d'Iran de Téhéran, la statue d'Héraclès trouvée à Séleucie ou encore la tête de marbre d'une reine parthe découverte à Suse.
L'architecture parthe adoptait des éléments achéménide et grec mais restait distinct de ces deux derniers. Le style est attesté pour la première fois à Mithridatkert/Nisa. La maison ronde de Nisa est similaire aux palais hellènes mais est différente car elle forme un cercle et une voûte dans un espace carré. Cependant, les œuvres d'art de Nisa incluant des statues en marbre et des scènes gravées dans des rhytons d'ivoire sont sans aucun doute influencés par l'art grec,
Une marque caractéristiques de l'architecture parthe était l'iwan, une salle d'audience soutenue par des arches et/ou des voûtes en berceau ouverte sur l'un des côtés,,. L'emploi de la voûte en berceau remplaça l'usage hellénique des colonnes pour soutenir les toits. Même si l'iwan était connu durant la période achéménide et était utilisé pour des petites structures souterraines, ce sont les Parthes qui furent les premiers à l'employer sur une échelle monumentale. Les premiers iwans parthes ont été construits à Séleucie au début du Ier siècle. Les iwans monumentaux ont également été trouvés dans les anciens temples d'Hatra et ont peut-être été copiés sur le style parthe. Le plus grand iwan parthe de ce site a une envergure de 15 m.

### Habillement

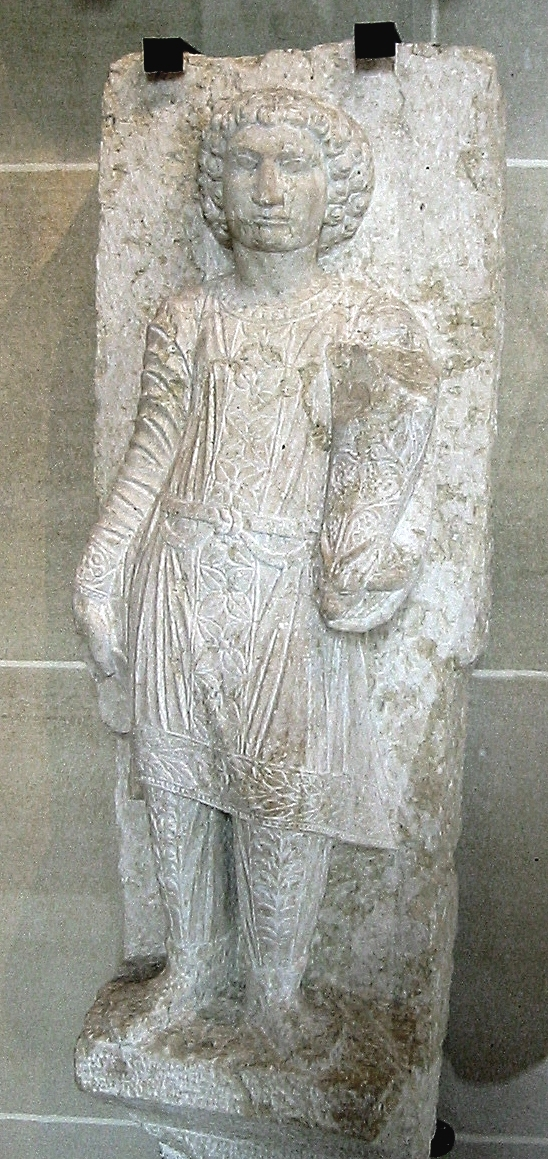
Statue d'un jeune Palmyrien portant un délicat pantalon parthe. (Stèle funéraire de Palmyre, début du IIIe siècle).

La tenue d'équitation typique de la période parthe est illustrée par une célèbre statue de bronze d'un noble parthe découverte à Shami, en Élymaïde, aujourd'hui conservée au musée national d'Iran. Mesurant 1,9 m de haut, la statue porte un veston ouvert en forme de V, une tunique fermée par une ceinture, un pantalon lâche avec de nombreux replis recouvert de jambières de cuir et un bandeau au-dessus d'une coiffure au carré. Ces vêtements sont couramment vus dans les gravures des pièces parthes du milieu du Ier siècle av. J.-C.
Des exemples de vêtements représentés sur des statues ont été trouvés lors de fouilles à Hatra dans le Nord de l'Irak. Ces dernières présentent la chemise parthe typique (gamis) combinée avec un pantalon qui sont confectionnés avec des tissus délicats et ornementés. L'élite aristocratique d'Hatra adopta la coupe de cheveux au carré et les tuniques à ceinture portées par la noblesse de la cour arsacide à Ctésiphon. La tunique-pantalon fut même portée par les rois arsacides comme le montrent les gravures des pièces de monnaie. Ce vêtement fut également adopté à Palmyre en Syrie, ainsi que l'usage de la frontalité parthe dans l'art.
Les sculptures parthes représentent des femmes riches portant des robes à manches longues, des colliers, des boucles d'oreille, des bracelets et des coiffures ornées de bijoux. Leurs robes aux replis multiples étaient fermées par une broche sur l'une des épaules. Leur coiffure présentait également un voile porté sur l'arrière.
Les pièces de monnaie parthes montrent une évolution de la coiffure portée par les rois parthes. Les premières pièces arsacides montrent les souverains portant un bonnet mou appelé bashlyk (en grec ancien κυρβασία : kyrbasia), rappelant le bonnet phrygien. Ce dernier était peut-être dérivé des chapeaux pointus des satrapes de la période achéménide représentés dans les reliefs au mont Béhistoun et à Persépolis,. Les premières pièces de Mithridate Ier le montrent portant le bonnet mou, mais les pièces de la dernière partie de son règne le montrent avec un diadème royal d'inspiration grecque,. Mithridate II fut le premier à arborer la tiare parthe, décorée de perles et de joyaux, qui devint le couvre-chef communément porté à la fin de la période parthe, et en usage chez les monarques sassanides,.

### Langue, littérature et écrits
On sait que durant la période parthe, les ménestrels de la cour (gōsān) récitaient de la littérature orale poétique accompagnée de musique. Cependant, leurs histoires, rédigées en vers, ne furent pas écrites avant la période sassanide. En fait, on ne connaît aucune littérature en langue parthe qui ait survécu sous sa forme originale car ces œuvres ne furent rédigées que dans les siècles ultérieurs. On pense que ces histoires comme le récit romantique Vis o Ramin et l'épopée de l'Avesta faisaient partie d'un corpus de littérature orale de la période parthe même si elles ne furent compilées que bien plus tard. Même si la littérature en langue parthe n'était pas consignée par écrit, on sait que les Arsacides connaissaient et respectaient la littérature grecque,.
Les Parthes parlaient le parthe, langue iranienne du Nord-Ouest. Quelques rares sites ont révélé des traces de langue parthe écrite, comme les trois mille (environ) ostraca trouvés à Nisa (aujourd'hui au Turkménistan), dans ce qui paraît avoir été un entrepôt de vin, et les autres ostraca, inscriptions, etc. trouvés à Doura Europos (dans l'actuelle Syrie) ou bien encore un document de vente de terre trouvé à Avroman dans la province du Kermanshah, etc. En fait la langue officielle de leur royaume demeure le grec (comme sur les monnaies) et il faut attendre le règne de Vologèse Ier (51-58 apr. J.-C.) pour lire une mention additionnelle en parthe sur les pièces de monnaie.

#### Perse antique
- (en) Maria Brosius, The Persians : An Introduction, Londres & New York, Routledge, 2006, 217 p. (ISBN 0-415-32089-5).
- (en) Gene Ralph Garthwaite, The Persians, Oxford & Carlton, Blackwell Publishing, Ltd., 2005 (ISBN 1-55786-860-3).
- (en) Homa Katouzian, The Persians : Ancient, Medieval, and Modern Iran, New Haven & Londres, Yale University Press, 2009, 452 p. (ISBN 978-0-300-12118-6).
- Philip Huyse, La Perse antique, Paris, Les Belles Lettres, 2005, 298 p. (ISBN 978-2-251-41031-9).

#### Généralités sur les Parthes
- André Verstandig, Histoire de l'Empire parthe (-250 à 227), Bruxelles, Le Cri Histoire édition, 2001.
- (en) Ehsan Yarshater (dir.), Cambridge History of Iran, vol. 3.1, Londres et New York, Cambridge University Press, 1983, 624 p. (ISBN 0-521-20092-X).
- Les Parthes : L'histoire d'un empire méconnu, rival de Rome, Dijon, coll. « Dossiers d'archéologie no 271 », mars 2002.
- (en) Vesta Sarkhosh Curtis (dir.) et Sarah Stewart, The Idea of Iran : The Age of the Parthians, vol. II, Londres et New York, I.B. Tauris, 2007, 162 p. (ISBN 978-1-84511-406-0).

#### Histoire politique
- (en) Elias J. Bickerman, Cambridge History of Iran, vol. 3.1, Londres & New York, Cambridge University Press, 1983, 624 p. (ISBN 0-521-20092-X), « The Seleucid Period », p. 3-20.
- (en) A.D.H. Bivar, Cambridge History of Iran, vol. 3.1, Londres & New York, Cambridge University Press, 1983, 624 p. (ISBN 0-521-20092-X), « The Political History of Iran Under the Arsacids », p. 21-99.
- (en) A.D.H. Bivar, The Age of the Parthians : The Ideas of Iran, vol. 2, Londres & New York, I.B. Tauris & Co Ltd., in association with the London Middle East Institute at SOAS and the British Museum, 2007, 162 p. (ISBN 978-1-84511-406-0), « Gondophares and the Indo-Parthians », p. 26-36.
- (en) R.N. Frye, Cambridge History of Iran, vol. 3.1, Londres & New York, Cambridge University Press, 1983, 624 p. (ISBN 0-521-20092-X), « The Political History of Iran Under the Sasanians », p. 116-180.
- (en) Shahpur A. Shahbazi, « Arsacids. I. Origin », Encyclopaedia Iranica, vol. 2,‎ 1987, p. 255.
- (en) Klaus Schippmann, Encyclopædia Iranica, vol. 2, New York, Routledge & Kegan Paul, 1987, « Arsacid ii. The Arsacid dynasty », p. 526-535.

#### Institutions et société
- (en) Vladimir Loukonine, Cambridge History of Iran, vol. 3.2, Londres & New York, Cambridge University Press, 1983, 624 p. (ISBN 0-521-20092-X), « Political, Social and administrative Institutions: Taxes and Trade », p. 681-746.
- (en) J. Neusner, « Parthian Political Ideology », Iranica Antiqua, vol. 3,‎ 1963, p. 40-59.
- (en) David Sellwood, Cambridge History of Iran, vol. 3.1, Londres & New York, Cambridge University Press, 1983, 624 p. (ISBN 0-521-20092-X), « Parthian Coins », p. 279-298.

#### Culture
- (en) J.P. Asmussen, Cambridge History of Iran, vol. 3.2, Londres & New York, Cambridge University Press, 1983, 624 p. (ISBN 0-521-20092-X), « Christians in Iran », p. 924-948.
- (en) Mary Boyce, Cambridge History of Iran, vol. 3.2, Londres & New York, Cambridge University Press, 1983, 624 p. (ISBN 0-521-20092-X), « Parthian Writings and Literature », p. 1151-1165.
- (en) Carsten Colpe, Cambridge History of Iran, vol. 3.2, Londres & New York, Cambridge University Press, 1983, 624 p. (ISBN 0-521-20092-X), « Development of Religious Thought », p. 819-865.
- (en) Vesta Sarkhosh Curtis, The Age of the Parthians : The Ideas of Iran, vol. 2, Londres & New York, I.B. Tauris & Co Ltd., in association with the London Middle East Institute at SOAS and the British Museum, 2007, 162 p. (ISBN 978-1-84511-406-0), « The Iranian Revival in the Parthian Period », p. 7-25.
- (en) Paul Demiéville, Cambridge History of China : the Ch'in and Han Empires, 221 B.C. - A.D. 220, vol. 1, Cambridge, Cambridge University Press, 1986, 981 p. (ISBN 0-521-24327-0), « Philosophy and religion from Han to Sui », p. 808-872.
- (en) J. Duchesne-Guillemin, Cambridge History of Iran, vol. 3.2, Londres & New York, Cambridge University Press, 1983, 624 p. (ISBN 0-521-20092-X), « Zoroastrian religion », p. 866-908.
- (en) R.E. Emmerick, Cambridge History of Iran, vol. 3.2, Londres & New York, Cambridge University Press, 1983, 624 p. (ISBN 0-521-20092-X), « Buddhism Among Iranian Peoples », p. 949-964.
- (en) J. Neusner, Cambridge History of Iran, vol. 3.2, Londres & New York, Cambridge University Press, 1983, 624 p. (ISBN 0-521-20092-X), « Jews in Iran », p. 909-923.

#### Art et archéologie
- Daniel Schlumberger, L'Orient hellénisé : L'art grec et ses héritiers dans l'Asie non méditerranéenne, Paris, Éditions Albin Michel, 1970.
- (en) Daniel Schlumberger, Cambridge History of Iran, vol. 3.2, Londres et New York, Cambridge University Press, 1983, 624 p. (ISBN 0-521-20092-X), « Parthian Art », p. 1027-1054.
- (en) Stefan R. Hauser, « The Arsacid (Parthian) Empire », dans Daniel T. Potts (dir.), A Companion to the Archaeology of the Ancient Near East, Malden et Oxford, Blackwell Publishers, coll. « Blackwell companions to the ancient world », 2012, p. 1001-1020.

#### Relations extérieures
- (en) Jiayao An, Silk Road Studies : Nomads, Traders, and Holy Men Along China's Silk Road, vol. 7, Turnhout, Brepols Publishers, 2002, 125 p. (ISBN 2-503-52178-9), « When Glass Was Treasured in China », p. 79-94.
- (en) Guanuda Zhang, Silk Road Studies : Nomads, Traders, and Holy Men Along China's Silk Road, vol. 7, Turnhout, Brepols Publishers, 2002, 125 p. (ISBN 2-503-52178-9), « The Role of the Sogdians as Translators of Buddhist Texts », p. 75-78.
- (en) David Kennedy, The Roman Army in the East, Ann Arbor, Cushing Malloy Inc., Journal of Roman Archaeology: Supplementary Series Number Eighteen, 1996, 320 p. (ISBN 1-887829-18-0), « Parthia and Rome: eastern perspectives », p. 67-90.
- (en) Otto Kurz, Cambridge History of Iran, vol. 3.1, Londres & New York, Cambridge University Press, 1983, 624 p. (ISBN 0-521-20092-X), « Cultural Relations Between Parthia and Rome », p. 559-567.
- (en) C.S. Lightfoot, « Trajan's Parthian War and the Fourth-Century Perspective », The Journal of Roman Studies, vol. 80,‎ 1990, p. 115-126 (DOI 10.2307/300283, JSTOR 300283).
- (de) Walter Posch, Das Partherreich und seine Zeugnisse, Stuttgart, Franz Steiner, 1998, « Chinesische Quellen zu den Parthern », p. 355-364.
- (en) Rose Mary Sheldon, Rome's Wars in Parthia : Blood in the Sand, Londres & Portland, Valentine Mitchell, 2010, 303 p. (ISBN 978-0-85303-981-5).
- (en) Emma Strugnell, « Ventidius' Parthian War : Rome's Forgotten Eastern Triumph », Acta Antiqua, vol. 46,‎ 2006, p. 239-252 (DOI 10.1556/AAnt.46.2006.3.3).
- (en) Tao Wang, The Age of the Parthians : The Ideas of Iran, vol. 2, Londres & New York, I.B. Tauris & Co Ltd., in association with the London Middle East Institute at SOAS and the British Museum, 2007, 162 p. (ISBN 978-1-84511-406-0), « Parthia in China: a Re-examination of the Historical Records », p. 87-104.

#### Autres
- (en) Rafe de Crespigny, A biographical dictionary of later Han to the Three Kingdoms (23–220 apr. J.-C.), Leiden, Koninklijke Brill, 2007, 1306 p. (ISBN 978-90-04-15605-0 et 90-04-15605-4).
- (en) Patricia Buckley Ebrey, The Cambridge Illustrated History of China, Cambridge, Cambridge University Press, 1999, 352 p. (ISBN 0-521-66991-X, lire en ligne).
- (en) Theodor Mommsen, The provinces of the Roman Empire : from Caesar to Diocletian, vol. 2, Piscataway (New Jersey), Gorgias Press, 2004 (ISBN 1-59333-026-X).
- (en) William S. Morton et Charlton M. Lewis, China : Its history and culture, New York, McGraw-Hill, 2005 (ISBN 0-07-141279-4).
- (en) Ronald Syme, The Roman Revolution, Oxford, Oxford University Press, 1939 ; éd. fr. : La révolution romaine, Gallimard, 1967  (ISBN 9782070299522).
- (en) Laszlo Torday, Mounted Archers : The Beginnings of Central Asian History, Durham, The Durham Academic Press, 1997, 447 p. (ISBN 1-900838-03-6).
- (en) Kenneth H. Waters, Aufstieg und Niedergang der römischen Welt. Principat. II.2, Berlin, Walter de Gruyter, 1974, « The Reign of Trajan, part VII : Trajanic Wars and Frontiers. The Danube and the East », p. 415-427.
- (en) William Watson, Cambridge History of Iran, vol. 3.1, Londres & New York, Cambridge University Press, 1983, 624 p. (ISBN 0-521-20092-X), « Iran and Chin », p. 537-558.
- (en) Geo Widengren, Cambridge History of Iran, vol. 3.2, Londres & New York, Cambridge University Press, 1983, 624 p. (ISBN 0-521-20092-X), « Sources of Parthian and Sasanian history », p. 1261-1283.
- (en) Frances Wood, The Silk Road : Two Thousand Years in the Heart of Asia, Berkeley and Los Angeles, University of California Press, 2002, 270 p. (ISBN 0-520-24340-4, présentation en ligne).
- (en) Ehsan Yarshater, Cambridge History of Iran, vol. 3.1, Londres & New York, Cambridge University Press, 1983, 624 p. (ISBN 0-521-20092-X, lire en ligne), « Iranian National History », p. 359-480.
- (en) Ying-shih Yü, Cambridge history of China : the Ch'in and Han Empires, 221 B.C. - A.D. 220, vol. 1, Cambridge, Cambridge University Press, 1986, 981 p. (ISBN 0-521-24327-0), « Han foreign relations », p. 377-462.